# 39-я гвардейская мотострелковая дивизия
39-я гвардейская мотострелковая Барвенковская ордена Ленина дважды Краснознамённая орденов Суворова и Богдана Хмельницкого дивизия (сокр. 39 гв. мсд; de.: 39. Garde-Mot. Schützendivision; бывшая 39-я гвардейская стрелковая дивизия) — воинское соединение Вооружённых Сил СССР, принимавшее участие в Великой Отечественной войне. Входила в состав 1-й гвардейской армии (1942), 62-й армии (1942—1943) и 8-й гвардейской армии (1943—1991).
По окончании Великой Отечественной войны дивизия входила в состав Группы советских оккупационных войск в Германии (ГСОВГ→ГСВГ→ЗГВ) с июня 1945 года по октябрь 1991 года. Войсковая часть полевая почта (в/ч пп) 38865. Позывной — Торий. Штаб — Ордруф. Дислокация частей дивизии: сентябрь 1945 года — Ранис (управление дивизии), 1946 год — Рудольштадт (управление дивизии), Бланкенбург, с 1949 г. по 1991 г. — населённые пункты Гота, Ордруф, Майнинген (Германия→ГДР→Германия).

## Создание
Соединение ведёт свою историю от сформированной Приказом ВГК от 2 августа 1942 года в Раменском районе Московской области, на базе 5-го воздушно-десантного корпуса 39-й гвардейской стрелковой дивизии РККА.
39-я гвардейская стрелковая дивизия, на основании директивы Ставки Верховного Главного Командования № 994144 от 5 августа 1942 года, с 6 августа 1942 года, вошла в состав 1-й гвардейской армии, а в конце сентября 1942 года, по прибытии в район боевых действий под Сталинградом, была передана в 62-ю армию, которая 16 апреля 1943 года была переименована в 8-ю гвардейскую армию.

## Подчинение
| Дата            | Фронт (округ)                               | Армия                 | Корпус (группа)                    | Примечания |
| --------------- | ------------------------------------------- | --------------------- | ---------------------------------- | ---------- |
| 01.09.1942 года | Сталинградский фронт                        | 1-я гвардейская армия | -                                  | -          |
| 01.10.1942 года | Сталинградский фронт                        | 62-я армия            | -                                  | -          |
| 01.11.1942 года | Сталинградский фронт                        | 62-я армия            | -                                  | -          |
| 01.12.1942 года | Сталинградский фронт                        | 62-я армия            | -                                  | -          |
| 01.01.1943 года | Донской фронт                               | 62-я армия            | -                                  | -          |
| 01.02.1943 года | Донской фронт                               | 62-я армия            | -                                  | -          |
| 01.03.1943 года | Резерв Ставки Верховного Главнокомандования | 62-я армия            | -                                  | -          |
| 01.04.1943 года | Юго-Западный фронт                          | 62-я армия            | -                                  | -          |
| 01.05.1943 года | Юго-Западный фронт                          | 62-я армия            | 28-й гвардейский стрелковый корпус | -          |
| 01.06.1943 года | Юго-Западный фронт                          | 8-я гвардейская армия | 28-й гвардейский стрелковый корпус | -          |
| 01.07.1943 года | Юго-Западный фронт                          | 8-я гвардейская армия | 28-й гвардейский стрелковый корпус | -          |
| 01.08.1943 года | Юго-Западный фронт                          | 8-я гвардейская армия | 28-й гвардейский стрелковый корпус | -          |
| 01.09.1943 года | Юго-Западный фронт                          | 8-я гвардейская армия | 28-й гвардейский стрелковый корпус | -          |
| 01.10.1943 года | Юго-Западный фронт                          | 8-я гвардейская армия | 28-й гвардейский стрелковый корпус | -          |
| 01.11.1943 года | 3-й Украинский фронт                        | 8-я гвардейская армия | 28-й гвардейский стрелковый корпус | -          |
| 01.12.1943 года | 3-й Украинский фронт                        | 8-я гвардейская армия | 28-й гвардейский стрелковый корпус | -          |
| 01.01.1944 года | 3-й Украинский фронт                        | 8-я гвардейская армия | 28-й гвардейский стрелковый корпус | -          |
| 01.02.1944 года | 3-й Украинский фронт                        | 8-я гвардейская армия | 28-й гвардейский стрелковый корпус | -          |
| 01.03.1944 года | 3 Украинский фронт                          | 8-я гвардейская армия | 28-й гвардейский стрелковый корпус | -          |
| 01.04.1944 года | 3 Украинский фронт                          | 8-я гвардейская армия | 28-й гвардейский стрелковый корпус | -          |
| 01.05.1944 года | 3 Украинский фронт                          | 8-я гвардейская армия | 28-й гвардейский стрелковый корпус | -          |
| 01.06.1944 года | 3 Украинский фронт                          | 8-я гвардейская армия | 28-й гвардейский стрелковый корпус | -          |
| 01.07.1944 года | 1-й Белорусский фронт                       | 8-я гвардейская армия | 28-й гвардейский стрелковый корпус | -          |
| 01.08.1944 года | 1-й Белорусский фронт                       | 8-я гвардейская армия | 28-й гвардейский стрелковый корпус | -          |
| 01.09.1944 года | 1-й Белорусский фронт                       | 8-я гвардейская армия | 28-й гвардейский стрелковый корпус | -          |
| 01.10.1944 года | 1-й Белорусский фронт                       | 8-я гвардейская армия | 28-й гвардейский стрелковый корпус | -          |
| 01.11.1944 года | 1-й Белорусский фронт                       | 8-я гвардейская армия | 28-й гвардейский стрелковый корпус | -          |
| 01.12.1944 года | 1-й Белорусский фронт                       | 8-я гвардейская армия | 28-й гвардейский стрелковый корпус | -          |
| 01.01.1945 года | 1-й Белорусский фронт                       | 8-я гвардейская армия | 28-й гвардейский стрелковый корпус | -          |
| 01.02.1945 года | 1-й Белорусский фронт                       | 8-я гвардейская армия | 28-й гвардейский стрелковый корпус | -          |
| 01.03.1945 года | 1-й Белорусский фронт                       | 8-я гвардейская армия | 28-й гвардейский стрелковый корпус | -          |
| 01.04.1945 года | 1-й Белорусский фронт                       | 8-я гвардейская армия | 28-й гвардейский стрелковый корпус | -          |
| 01.05.1945 года | 1-й Белорусский фронт                       | 8-я гвардейская армия | 28-й гвардейский стрелковый корпус | -          |

## Боевой путь
"Её бойцы отступления не знали"
Периоды вхождения в состав Действующей армии: 
12 августа 1942 — 5 февраля 1943;
 20 марта 1943 — 7 июня 1944;
 15 июня 1944 — 9 мая 1945.
39-я гвардейская стрелковая дивизия участвовала в Сталинградской битве, освобождении Молдавии, Левобережной и Правобережной Украины (Харьковская операция, Одесская операция), в Изюм-Барвенковской наступательной операции, в Белорусской, Люблин — Брестской, Варшавско—Познанской и Берлинской наступательных операциях.
Дивизия принимала участие в боевых действиях в составе Донского, Сталинградского, Юго-Западного, 3-го Украинского и 1-го Белорусского фронтов.
Дивизия участвовала в освобождении от немецко-фашистских захватчиков городов: Сталинград (2 февраля 1943 года), Барвенково (10 сентября 1943 года), Запорожье (14 октября 1943 года), Днепропетровск (25 октября 1943 года), Одесса (10 апреля 1944 года), Люблин (24 июля 1944 года), Познань (23 февраля 1945 года), Берлин (2 мая 1945 года).
Боевой путь 39-я гвардейская стрелковая дивизия закончила 9 мая 1945 года в Берлине (район Тиргартен).

Мужество и героизм воинов дивизии навсегда вписаны в историю Великой Отечественной войны. 39-я гвардейская стрелковая дивизия была одной из 8-ми стрелковых дивизий РККА, награждённых в годы войны пятью орденами.
Номер полевой почты (пп) дивизии во время Великой Отечественной войны — 2185.

С апреля 1943 года и до июля 1956 года дивизия входила в состав 28-го гвардейского стрелкового Люблинского Краснознамённого ордена Суворова корпуса.

### Сталинградская битва
Дивизия получила боевое крещение под Сталинградом. В Сталинградской битве дивизия под командованием генерал-майора Гурьева в составе войск 62-й армии Сталинградского фронта сражалась на юго-западном направлении, а затем в самом городе, на территории завода «Красный Октябрь». Отдельной строкой в истории дивизии стоит Сталинградская битва, о чём писал в своих воспоминаниях Маршал Советского Союза В. И. Чуйков. Личный состав дивизии на момент начала Сталинградской битвы — 3745 человек. Период участия дивизии в Сталинградской битве: 12 августа 1942 года — 2 февраля 1943 года.
3 января 1943 года командующий 62-й армией генерал В. И. Чуйков вручил дивизии Гвардейское знамя, а 20 июня 1943 года — орден Красного Знамени.

#### Оборона Сталинграда
Сразу после формирования, 14 — 15 августа 1942 года части дивизии с марша заняли рубежи обороны вблизи Сталинграда — на правом берегу реки Дон. Бои шли круглосуточно. В ходе этих боёв с тремя танковыми и моторизованными дивизиями вермахта 39-я гвардейская стрелковая дивизия понесла большие потери — по ряду свидетельств до двух третей личного состава.

14 августа 1942 года дивизия прибыла на станцию Иловля. Крайне спешным, походным маршем выдвигалась на позиции в Задонье, в район станицы Трёхостровская. Необходимо было занять оборону от хутора Хлебный—Кисляки—Трёхостровская. В станице Трёхостровская расположился штаб дивизии. Перед сумерками в небе появилась «стая юнкерсов», около 40 самолётов. Началась бомбёжка. Сбросив бомбовый груз, «стервятники» стали утюжить станицу на бреющем полёте из пулемётов. «Чёрная стая» улетела, оставив горящие дома, убитых и раненных бойцов, жителей.
Тревожная ночь с 15 на 16 августа. Канонада не прекращалась, вокруг горела степь. Никто не сомкнул глаз, копали окопы, укрытия. Грунт тяжёлый, едва поддаётся сапёрным лопатам. Начался рассвет. Вдали с нарастанием гремел гром канонады. Впереди станицы Трёхостровской немцы начали бой с первой линией нашей обороны. Опять появились вражеские самолёты. С этого времени постоянно над дивизией висело 30-40 «юнкерсов». Примерно к 10 часам утра на Трёхостровскую идут две большие колонны танков. Облако пыли заволокло всё небо, жуткий грохот и рёв машин. За танками пехота. Как ураганом смяты на отдельных участках наши полки.
К утру 17 августа остатки дивизии отошли на левый берег Дона. Дивизия понесла огромные потери, оказывая сопротивление, стремясь отразить атаку. Фашистские танки вышли на крутой берег Дона и вели расстрел переправляющихся наших бойцов.
На правом берегу, оставшиеся в живых, раненные, полуоглушенные, группами и в одиночку пытаются вести борьбу с танками в тылу, по ложбинам отходят к реке. В течение двух суток разрозненными группами, бойцы выходили из окружения. Форсировали Дон, кто как смог, на подручных средствах, вплавь под дулами танков и пулемётов противника, неся потери. Переправа (понтонный мост) была своевременно убрана. Немцы буквально расстреливали плывущих, среди которых были воины нескольких и других отступавших дивизий, подразделений обеспечения. Попытка фашистов переправить два самоходных плавательных средства была сорвана, они вместе с солдатами были потоплены.
Поскольку, немцы переправились ниже по течению Дона в районе хутора Вертячий, часть подразделений дивизии выдвинулась южнее к хутору Паньшино. Здесь на левом берегу из оставшегося личного состава была организована оборона, что не позволило противнику навести переправу, сходу захватить плацдармы.
Дивизия потеряла две трети личного состава, была подвергнута жёстокой бомбардировке, буквально смята танками, так как здесь немецко-фашистские полчища планировали переправиться и по кратчайшему пути идти на Сталинград. Отдельные подразделения дивизии закрепились на левой стороне, часть оставшихся подразделений, понёсших большие потери, сумели отступить и переправиться на левую сторону, где вели также упорные бои, стремясь сузить образовавшийся коридор, устремившегося к Волге противника. Штаб дивизии перебазировался в хутор Кузнецы.
— Из мемуаров ветеранов дивизии, хранящихся в музее Трёхостровской школы

На этом плацдарме 39-я гвардейская дивизия понесла тяжёлые потери. 6-я армия Паулюса неумолимо продвигалась к Сталинграду. И, чтобы замедлить это движение, наше командование вбрасывало в топку этой операции все новые свежие дивизии. В том числе 39-ю гвардейскую. 39-я гвардейская разгружалась на станциях Иловля, Лог, Качалино и Тары 12-13 августа 1942 года.
Прибывали частями на нескольких эшелонах. Отдельные части там же, на станциях получали материальную часть, миномёты, боеприпасы, и быстро рассредоточивались. Причина — господство в воздухе немецкой авиации. По воспоминаниям очевидцев эффективного противодействия нашей ПВО и авиации не было. И во многих письмах ветераны упоминают, что когда они прибывали на станцию, там все рвалось и горело, потому что перед тем фашисты разбомбили эшелон с боеприпасами. На следующий день, 13-го августа, кто-то с утра отправился на стрельбище — пристреливать полученное вооружение, кто-то уже выдвигался ускоренным маршем на правый берег. Переправлялись через Дон по нескольким переправам: у станицы Трёхостровской и чуть севернее у хутора Хлебный, где был ещё один мост, который в дальнейшем будет оборонять сосед 39-й — 37-я дивизия. Часть подразделений дивизии переправилась 14-го, а 15-го августа с утра началось…
Трагедия 39-й гвардейской стрелковой дивизии заключалась в том, что именно на станицу Трёхостровскую, находящуюся в ложбине и имевшую удобный подход к реке, был нацелен удар трёх немецких дивизий: двух пехотных и одной танковой. Именно здесь гитлеровцы намеревались одним махом переправиться через Дон. В этом случае дорога на Сталинград им была бы открыта. Оборона частей, стоявших западнее в большой излучине Дона, была прорвана танковыми клиньями немцев, и времени для подготовки позиций у гвардейцев практически не было. Кто успел переправиться, вгрызался в выжженную землю, готовясь отразить атаку противника. Мимо, к переправе, проносились машины с ранеными, стремясь побыстрее проскочить на левый берег.
На запад, к самой дальней точке обороны — хутору Кисляков выдвигался 117-й гвардейский стрелковый полк со 2-м артдивизионом 87-го гвардейского артиллерийского полка. В 4-5 километрах южнее Трёхостровской — к линии от хутора Нижний Акатов до хутора Верхний Акатов занимал позиции 112-й гвардейский стрелковый полк с 1-м дивизионом 87-го гвардейского артиллерийского полка, а 120-й гвардейский стрелковый полк с такими же средствами усиления занимал оборону непосредственно вокруг Трёхостровской, в которой разместился КП дивизии. 117-й полк выдвигался на самую дальнюю точку и стрелки успели занять позицию.
На рассвете 15-го августа 1942 года над позициями появился немецкий самолёт-разведчик. Начался артиллерийский обстрел позиций дивизии, продолжавшийся около часа. Затем авиация противника нанесла бомбовые удары по расположению наших войск, стремясь парализовать управление, уничтожить артиллерийские и стрелковые позиции. Часть подразделений только переправились и залегли прямо на берегу, пережидая налёт авиации противника. Едва скрылись самолёты, раздался нарастающий рёв танковых моторов — началась атака танков и пехоты противника. Второй артдивизион 87-го артполка, приданный 117-му стрелковому полку, при движении к хутору Кисляков, был атакован прямо на марше немецкими танками, вклинившимися в боевые порядки дивизии. В жестоком встречном бою все его орудия были уничтожены. Миномётная батарея 120-го полка, позиции которой находились километрах в четырёх от Трёхостровской, также была атакована прорвавшимися с фланга танками. Не имевшие средств противотанковой борьбы миномётчики приняли бой, в результате которого личный состав частью погиб, частью отошёл по балке к станице.
Ещё одна группа немецких танков вышла севернее станицы к Дону, обстреляв переправу, но, попав под огонь гвардейцев 39-й стрелковой дивизии, отошла назад. Именно во время этого боя погиб заместитель командира дивизии гвардии полковник Ковалёв. Командный пункт дивизии, находившийся на южной окраине станицы, переместился к ветряной мельнице, стоявшей ещё южнее на склоне высоты. Над расположением дивизии постоянно висело не менее 30 — 40 самолётов противника. Всё напоминало землетрясение, земля стонала от оглушающего рева и взрывов авиабомб. Всё вокруг горело. Слева и справа на станицу Трёхостровскую направились две колонны немецких танков. В песчаной, поднятой как смерчем, пыли они едва виднелись. За танками пехота. Как неукротимым ураганом были смяты наши полки. Погиб командир 117-го стрелкового полка гвардии подполковник Чабаев и начальник штаба полка гвардии майор Киселёв.
120-й гвардейский стрелковый полк держался на правом берегу 2 дня. Уже получив приказ об отходе, гвардейцы не могли переправиться на левый берег: мост был разрушен, средств для переправы не было, а под крутым донским берегом скопились раненые, которых никто не мог бросить на произвол судьбы. Немецкие самолёты беспрестанно бомбили и обстреливали станицу, позиции дивизии, реку. Ни одного зенитного орудия в районе переправы не было. Наших самолётов тоже не было видно. Оставалось ждать ночи, чтобы под покровом темноты переправить раненых.
Стойко держались южнее станицы батальоны 112-го гвардейского стрелкового полка, стоявшего на Акатовских высотах. Только за 15 августа ими было отбито 6 атак гитлеровцев. После каждой волны танков, бронемашин и пехоты следовал артиллерийский обстрел, налёт авиации, а затем снова начиналась атака. В ходе боя немецкие танки доходили до стрелковых позиций и в дело шли бутылки с зажигательной смесью и противотанковые гранаты. Первую атаку гвардейцы отбили с большими потерями для немцев — они потеряли 18 танков и до батальона пехоты. От действий авиации противника была разбита вся противотанковая артиллерия. Были разрушены окопы и огневые точки. За ночь пришлось все восстанавливать, а утром — снова бой. До сих пор эта высота хранит на себе следы тех боёв.
Артиллеристы 87-го гвардейского артиллерийского полка вели огонь по наступающим танкам прямой наводкой. Ветеран полка Ерхов Ф. А. вспоминал, что когда огонь наших орудий стал ослабевать, он побежал к позициям артиллеристов: расчёт ближайшего 76-мм орудия погиб полностью от удара взрывной волны. Добравшись до следующего орудия, стоявшего в двухстах метрах, он увидел на позиции командира 87-го полка гвардии подполковника Калашникова. На крик Ерхова он спокойно ответил: «Что ты орёшь на нас? У меня 3 снаряда осталось! Пусть подойдут поближе, чтобы без промаха уничтожить три танка». Тремя снарядами уничтожили три танка…

Из воспоминаний Ильиных Анатолия Илларионовича, танкиста 176-й танковой бригады, который получил задачу перегнать танк Т-34 с повреждённым стволом пушки через мост в Трёхостровской на левый берег: «Вот, наконец, и Трёхостровская. Хочу бежать вниз к переправе. Там должен быть наш командир роты на своём Т-34. Не тут-то было. Над станицей, над переправой буквально висит армада немецких бомбардировщиков Ю-88. На бреющем полёте со включёнными сиренами носятся „лаптёжники“ — истребители Ю-87, поливая улицы пулемётными очередями. После первого налёта — второй, третий. И так до вечера. Между налётами всё же встречаюсь с командиром роты. Его танк стоит внизу, у переправы. Экипаж прячется под машиной. Но переправы уже нет. Разбомбили. А вечером, на закате, севернее станицы прорываются немецкие танки Т-III, за ними немецкие автоматчики. Трассирующие очереди насквозь прошивают станицу. Дым и пыль после бомбежки не дают возможности рассмотреть что-нибудь. Вижу только, в центре противотанковая пушка яростно ведёт огонь по танкам». Танкисты перегружают боезапас в исправный танк и пока не закончились боеприпасы, помогают бывшим десантникам сдерживать атаки гитлеровцев.
16 августа бой продолжался. Боеприпасы были на исходе. Плывущих через Дон людей расстреливали проносящиеся над рекой на бреющем полёте фашистские самолёты. Переправлялись кто как мог. За ночь все раненые были переправлены на левый берег. Следом начали переправу прикрывавшие берег подразделения. 17 августа утром правый берег последними покидали дивизионные разведчики под началом гвардии старшего лейтенанта Оськина. Не успев выйти из воды, они тут же вступали в схватку с фашистами, пытавшимися на их плечах с ходу перемахнуть реку.
Попытка немцев форсировать Дон в этом месте была сорвана. Сделать это им удалось южнее позиций, оборонявшихся 39-й гвардейской стрелковой дивизией. Именно с того плацдарма, подтянув резервы, танкисты 6-й армии Паулюса 23 августа совершили бросок к городу Сталинграду.
— По воспоминаниям ветеранов дивизии
17 августа 1942 года части дивизии отошли на левый берег реки Дон и продолжали сдерживать натиск противника. После больших потерь под Сталинградом дивизия была вновь укомплектована личным составом.
После сражений севернее Сталинграда 1 октября 1942 года части дивизии переправились через Волгу в Сталинград и приняли участие в боях в городе.

#### Бои на заводе «Красный Октябрь»
В связи с прорывом немцев к заводу «Красный Октябрь», в ночь на 1 октября 1942 года в город переправляется 39-я гвардейская стрелковая дивизия и занимает оборону на территории завода. 

Вот характеристика, которая была дана дивизии начальником штаба 62-й армии генерал-майором Н. И. Крыловым:

«39-я гвардейская приходилась родной сестрой 33-й и 35-й дивизиям: её также сформировали из воздушнодесантников. Переброшенная на сталинградское направление из-под Москвы ещё в августе, она сражалась в составе 1-й гвардейской армии на Дону, а затем между Доном и Волгой и была выведена из боёв севернее Сталинграда всего два дня назад. Дивизия дралась там не плохо, за последние недели уничтожила десятки фашистских танков. Но и сама потеряла немало людей — в ротах было по 40-50 штыков. Как затем выяснилось, в трёх её стрелковых полках и артиллерийском насчитывалось вместе с пульбатом и сапёрами 3800 человек.
В ходе боёв дивизия получала обычное маршевое пополнение, и десантники составляли теперь в батальонах и ротах …. только прослойку. Однако …. эта прослойка продолжала определять боевые возможности подразделений»
— Крылов Н.И. «Сталинградский рубеж».стр. 192-193 -  М.: Воениздат, 1984
Передовой командный пункт 39-й гвардейской стрелковой дивизии разместился в здании водонасосной станции, штаб — в устье Банного Оврага.
9 сентября немцы переводят к заводу 100-ю лёгкую пехотную дивизию и она начинает наступление на территорию завода. 12 октября 1942 года немецкие штурмовые группы прорвали в нескольких местах оборону 120-го гвардейского стрелкового полка и вышли к листоотделочному цеху завода. Для ликвидации прорыва командир дивизии гвардии генерал-майор С. С. Гурьев бросает свой резерв — батальон народного ополчения завода, сапёрный батальон и роту химической защиты. После тяжёлого боя прорыв удалось ликвидировать.
С середины октября 1942 начинаются тяжёлые бои на территории завода. Гвардии генерал-майор Гурьев запрашивает подкрепления, так как удерживать завод становиться все труднее. Все переправы немцы в этот период держали под сильным огнём и потери при перевозке войск стали превышать 50 % личного состава. Поэтому на правый берег Волги прибывали небольшие разрозненные группы, которые тут же вливались в части, держащие оборону.
К 19 октября в 39-й гвардейской стрелковой дивизии осталось 800 активных штыков. В этот период дивизия понесла большие потери в командном составе: 15 октября тяжело ранен командир 87-го гвардейского артиллерийского полка, на следующий день он погиб при попытке эвакуации на левый берег Волги; 22 октября погиб в бою командир 117-го гвардейского стрелкового полка гвардии майор Андреев; 23 октября тяжело ранен командир 120-го гвардейского стрелкового полка Горячев. На 24 октября в полках дивизии оставалось по 30-40 человек.
В этих боях участвовал сын 112 гвардейского стрелкового полка Миша Протасов, подбивший в бою два танка. Он был тяжело ранен, но был спасён.
Немецкие части также понесли тяжёлые потери. 100-я легкопехотная дивизия из-за больших потерь и сильной утомлённости личного состава 22 октября снимается с фронта и отводится на отдых и пополнение. Её заменяет 79-я пехотная дивизия.
23 октября около 50 немцев прорвались в стыке 112-го и 120-го гвардейских стрелковых полков и овладели несколькими зданиями завода. Против них был брошен последний резерв — учебный батальон дивизии, который к вечеру уничтожил прорвавшихся немцев. В тот же день немецкий батальон 79-й пехотной дивизии прорвал фронт 193-й стрелковой дивизии РККА севернее завода, обошёл его и, ворвавшись на территорию, захватил центральную лабораторию, заводской гараж. Ночью контратакой роты 120-го гвардейского стрелкового полка (командир гвардии лейтенант Мирошниченко) и батареи гвардии лейтенанта Серебрякова центральная лаборатория была отбита, но выбить немцев из гаража не удалось. 24 октября по Краснопресненской улице к заводским воротам подошли до 2 немецких пехотных батальонов и 17 танков, которые начали штурм проходной. Атаку удалось отбить, хотя отдельные группы немцев прорвались в цеха завода. К вечеру сплошного фронта уже не было, по территории завода перемещались небольшие группы немцев, перестрелки возникали на различных участках, связь со многими подразделениями дивизии полностью отсутствовала.
Гвардии генерал-майор Гурьев обратился к командарму 62-й армией Чуйкову с просьбой о немедленной помощи. Он настаивал на немедленном подкреплении, иначе через 1-2 дня завод будет потерян полностью. Чуйков решил переправить на завод 45-ю стрелковую дивизию и восстановить фронт. После переправы через Волгу части дивизии пришли на помощь 39-й гв. сд и сразу вступали в бой. 25 октября части немецкой 79-й пехотной дивизии прорвали боевые порядки 39-й гвардейской дивизии, захватили мартеновский цех и начали бой за листоотделочный цех, который оборонялся отдельным пулемётным батальоном гвардии капитана Трофимова. Ночью удалось выбить немцев из мартеновского цеха совместной атакой с севера и от берега Волги. На следующий день немцы продолжали наступление и в течение дня заняли новосортовой цех, блюминги и начали атаку водонасосной станции, где находился передовой командный пункт 39-й гвардейской стрелковой дивизии. ПКП обороняли комендантский взвод, рота связи и музыкальный взвод.
Ситуацию этого дня Чуйков характеризовал как критическую. В донесении в штаб Фронта он сообщил: «В результате тяжёлых непрерывных боев боевые порядки дивизий сильно поредели. На участке завода „Красный Октябрь“ нет сплошного фронта. Боевые участки сдерживаются отдельными очагами. Большие потери командного состава…» На следующий день ситуация обострилась. К обеду группа немецких солдат вышла к штабу 39-й гвардейской стрелковой дивизии. На выручку командарм Чуйков бросил роту охраны штаба 62-й армии. Ей удалось восстановить положение, и рота вошла в состав дивизии. Вечером немцы заняли мостовой цех, цех № 3 и вышли на рубеж 150—300 метров до Волги. Почти вся территория завода уже находилась под контролем немцев. Овладев мартеновским цехом, немцы контролировали всю территорию завода и последнюю переправу 62-й армии. Советские войска удерживали только цех ширпотреба, нефтебаки и позиции вдоль берега Волги.
31 октября 39-я гвардейская стрелковая дивизия совместно с 45-й сд начала контрнаступление, имея задачу выбить немцев с завода и восстановить фронт. В результате этих боев (31 октября — 2 ноября 1942 года), удалось овладеть среднесортовым цехом, чугоннолитейным и блюмингом. Жестокие бои развернулись за мартеновский цех завода. Он несколько раз переходил из рук в руки. Но закрепиться в нём советские войска не смогли. К 3 октября обе стороны понесли огромные потери, и бои сами собой прекратились. Обе стороны принялись укреплять свои позиции и получать подкрепление.
Затишье прекратилось 11 ноября немецким наступлением. На «Красный Октябрь» наступали части 79-й пехотной дивизии, усиленные сапёрным батальоном 100-й лёгкой пехотной дивизии. В тот день ценой больших потерь немцам удалось вновь овладеть среднесортовым и кузнечным цехами, блюмингом, складом готовой продукции. Советские войска вновь оказались прижатыми к Волге. С этого момента и до середины декабря бои на заводе ограничивались отдельными стычками и попытками захвата мелких опорных пунктов. С 19 ноября активные боевые действия на заводе прекратились.
С началом ледостава у советских частей возникли проблемы со снабжением. 10 ноября через Волгу прошёл последний катер. С этого времени снабжение осуществлялось самолётами и небольшими лодками. Оперативная пауза в боях завершилась в конце декабря 1942 года. 17 декабря был проложен пешеходный мост по льду через Волгу. Затем сапёры сделали настил из бревен через Волгу, по которому с 19 декабря переправлялась тяжёлая техника и грузы.
Командующий 62-й армией Чуйков 12 декабря 1942 года отдал приказ — очистить территорию завода от противника. Но боевые действия возобновились только 15 декабря. В этот день штурмовые группы 112-го гвардейского стрелкового полка начали штурм опорных пунктов немцев в кузнечном и листоотделочном цехах завода. Эти пункты оборонялись 80 немецкими солдатами при 7 пулемётах и 2 миномётах. При активном сопротивлении немцев, 16 декабря удалось занять кузнечный цех, а 20 декабря листоотделочный цех. 24 декабря был захвачен опорный пункт немцев в туннеле железной дороги завода. В то же день начался штурм механического и Цеха № 1. 26 декабря эти цеха были очищены от противника. Особенно сильно немцы укрепили северную часть завода. Здесь было три основных узла обороны немцев: 1 — мостовой, копровый, Цех № 3; 2 — Главная контора, гараж, центральная лаборатория; 3 — школа ФЗО, детский сад, заводской тир. В каждом из этих пунктов оборонялось по одному пехотному батальону 226-го пехотного полка 79-й пехотной дивизии. Опорные пункты были обнесены проволочными заграждениями и минными полями.
Атаку этих пунктов 26 декабря начали части стрелковых дивизий РККА. 11 января 1943 года вся территория завода «Красный Октябрь» была очищена от немцев. В боях за завод 39-я гвардейская дивизия сыграла решающую роль.

### Освобождение Украины
39-я гвардейская стрелковая дивизия навсегда вписана в историю как проявившая доблесть и героизм в освобождении Украины от немецко-фашистских захватчиков. Своё почётное наименование и три из пяти орденов она получила за боевые заслуги, проявленные на Украине личным составом дивизии. Орден Красного Знамени 14 октября 1943 — за мужество и героизм, проявленные в боях за город Запорожье, орден Суворова II степени 19 марта 1944 — за мужество и героизм, проявленные в боях на реке Ингулец на Правобережье Украины и освобождение города Новый Буг, орден Богдана Хмельницкого II степени  20 апреля 1944 — за мужество и героизм, проявленные в боях за город Одесса.
С февраля 1943 года дивизия сражалась в тяжёлых боях на харьковском направлении, под Харьковом, Купянском и Барвенково (См. Харьковская операция) в составе войск Юго-Западного фронта.
Получила почётное наименование «Барвенковская» за освобождение г. Барвенково 10 сентября 1943 года. Приказом ВГК от 10 сентября 1943 г. дивизии была объявлена благодарность и дан салют в Москве 12 артиллерийскими залпами из 124 орудий.
Дивизия освободила город Запорожье. За освобождение города приказом ВГК от 14 октября 1943 г. ей объявлена благодарность и в Москве дан салют 20-ю артиллерийскими залпами из 224-х орудий.
Дивизия принимала участие в Битве за Днепр — одном из крупнейших сражений в мировой истории. 24 октября 1943 г. форсировала реку Днепр в районе Старых Кайдак, освободила города Днепропетровск и Днепродзержинск 25 октября 1943 года. В тот же день дивизии, Приказом ВГК, была объявлена благодарность и дан в Москве салют 20-ю артиллерийскими залпами из 224-х орудий.
В начале 1944 года дивизия под командованием гвардии полковника Камынина Сергея Михайловича ведёт тяжёлые бои на Украине. Так, в боях за ликвидацию группировки противника в излучине Днепра, севернее города Никополь, дивизия прорвала сильно укреплённую полосу обороны противника южнее Ново-Николаевки и содействовала освобождению города Никополь. Преследуя противника, освободила 37 населённых пунктов. Уничтожено свыше 1200 солдат и офицеров противника и много военной техники. С 10 по 11 февраля 1944 года дивизия совершила 50-км марш и вступила в бой с противником, наступающим в направлении города Апостолово с юга. В ожесточённых боях с численно превосходящим противником дивизия отразила все контратаки и не допустила его к городу. В этих боях 14 февраля 1944 года погиб командир дивизии гвардии полковник С. М. Камынин, который руководил боем лично, находясь в боевых порядках частей. Приказом НКО дивизия отмечена как отличившаяся в боях за освобождение города Никополь.
В марте 1944 г. в составе 8-й гвардейской армии 3-го Украинского фронта сражалась на Николаевщине. Командовал дивизией в то время гвардии полковник Виктор Михайлович Штриголь. Начальником штаба был гвардии подполковник Пётр Иосифович Зализюк.
2 марта дивизия форсировала реку Ингулец и приняла активное участие в Березнеговато-Снигиревской операции. Освобождала Андреевку, Михайловку, Лагодовку, Новоселовку, Погодин, Новоюрьевку, Скобелево, Марьяновку, Пятрово-Висунск, Христофоровку, Черниговку, Пархомовку, железнодорожную станцию Новополтавку.
В районе Малеевки 12 марта громила прорывавшуюся из окружения немецкую группировку численностью более 3000 пехотинцев. От Новополтавки совершила марш через Зелёный Яр, хутор Шевченко в Баштанку, где вела бои 3 дня.
За образцовое выполнение заданий командования в боях при прорыве сильной обороны немцев, за освобождение г. Нового Буга и проявленные при этом доблесть и мужество награждена орденом Суворова II степени. Затем через Калистратовку, Константиновку (на р. Ингулец), Пески, Барбосивку (Новопетровское), Кандыбино, Новомихайловку 19 марта вышла к Южному Бугу, а на следующий день начала форсирование его на юго-восточную окраину Ковалевки и к 16.00 полностью переправилась на правый берег, кроме артиллерии. Но противник с танками и артиллерией, при поддержке самолётов, сильно контратаковал позиции дивизии. Контратаки противника продолжались. С 6.00 до 12.00 было 15 контратак. Велись рукопашные схватки за Ткачевку. Потери дивизии в том бою: убито 30, ранено 109 человек.
23 марта 1944 года по приказу командования стрелкового корпуса части дивизии были отведены на восточный берег. 28 марта дивизия, получив пополнение, снова переправилась на правый берег Южного Буга, наступала на Одессу. 6 апреля 1944 года вышла к Хаджибейскому лиману, а 10-го вошла в Одессу. За эти бои награждена орденом Б. Хмельницкого II степени. 14 апреля форсировала реку Днестр. За освобождение Одессы приказом ВГК от 10 апреля 1944 г. объявлена благодарность и в Москве дан салют 24 артиллерийскими залпами из 324 орудий. Одновременно в честь войск, освободивших важнейший порт на Чёрном море — Одессу, кораблями Черноморского флота дан салют 12 артиллерийскими залпами из 120 орудий.
```
                               
Список воинов дивизии, погибших и похороненных в городе Барвенково
```

| В период с 10.02.1944 по 27.02.1944 в районе Апостолово погибло и было захоронено 50 воинов дивизии. Захоронения производились в Апостолово, в основном, на южной окраине Апостолово, южнее 100 метров высоты 95,7 метра, 6 км южнее Апостолово. - Командир 39-й гвардейской стрелковой дивизии гвардии полковник Камынин Сергей Михайлович, убит 12.02.44г. - 112-й гвардейский стрелковый полк: - гв. мл. лейтенант Коротков Иван Назарович, 1924 г. р., убит 27.02.44г. - 117-й гвардейский стрелковый полк - гв. лейтенант Капяхин Василий Фролович, 1919 г. р. убит 14.02.44г. - гв. мл. лейтенант Криков Александр Анатольевич, 1913 г. р. 14.02.44г. - гв. ст. сержант Абрамов Григорий Иванович, 1919 г. р. убит 17.02.44г. - гв. лейтенант Ойкин Андрей Иванович 1911 г. р. убит 12.02.44г. юж. 100м высоты 95,7м. - гв. ст. сержант Трусов Александр Васильевич 1925 г. р. убит 17.02.44г. - гв. рядовой Баранец Сергей Кузьмич 1924 г. р. убит 14.02.44г. юж. 100м высоты 95,7м. - гв. сержант Махорин Николай Васильевич 1922 г. р. убит 14.02.44г. юж. 100м высоты 95,7м. - гв. рядовой Маринич Иван Фёдорович 1925 г. р. убит 14.02.44г. юж. 100м высоты 95,7м. - гв. рядовой Полежаев Михаил Григорьевич 1924 г. р. убит 17.02.44г. южн. окр. Ап. - гв. рядовой Лолуа Антон Барнапович убит между 01.02.-19.02.44г. юж. 100м выс. 95,7м. - гв. рядовой Пирогов Павел Петрович 1904 г. р. убит 17.02.44г. южн. окр. Ап. - гв. рядовой Гадиров Кавит Бегменович 1925 г. р. убит 17.02.44г. юж. 100м высоты 95,7м. - гв. ст. сержант Хомяков Иван Корнилович 1915 г. р. убит 16.02.44г. юж. 100м выс. 95,7м. - гв. рядовой Кривой Григорий Филиппович 1921 г. р. убит 17.02.44г. юж. 100м выс. 95,7м. - гв. рядовой Долголюк Фёдор Яковлевич 1903 г. р. убит 17.02.44г. юж. 100м выс. 95,7м. - гв. старшина Бурков Павел Викторович 1918 г. р. убит 14.02.44г. юж. 100м высоты 95,7м. - гв. рядовой Катекин Василий Евлампиевич 1900 г. р. убит 14.02.44г. юж. 100м высоты 95,7м. - гв. рядовой Аленов Николай Иванович 1924 г. р. убит 14.02.44г. юж. 100м высоты 95,7м. - гв. рядовой Борисенко Василий Павлович 1925 г. р. убит 18.02.44г. южн. окр. Ап. - гв. рядовой Блуденко Дмитрий Романович 1901 г. р. убит 18.02.44г. южн. окр. Ап. - 120-й гвардейский стрелковый полк: - гв. майор Кашпуров Пётр Афанасьевич, 1913 г. р. убит 15.02.44г - гв. капитан Чередниченко Максим Акимович, 1912 г. р. убит 15.02.44г. - гв. старшина Рыжов Фёдор Игнатьевич, 1913 г. р. убит 19.02.44г. - гв. рядовой Ковалёв Иван Георгиевич 1908 г. р. убит 12.02.44г. - гв. рядовой Амалов Георгий Самсонович 1914 г. р. убит 15.02.44г. - гв. рядовой Левченко Алексей Петрович 1915 г. р. убит 15.02.44г. - гв. ст. сержант Кудинов Александр Павлович 1922 г. р. убит 14.02.44г. - гв. рядовой Герасимов Гурий Герасимович 1924 г. р. убит 20.02.44г. - гв. рядовой Павлов Николай Павлович 1922 г. р. убит 15.02.44г. - гв. рядовой Посмешный Василий Тарасович 1911 г. р. убит 18.02.44г. - гв. рядовой Куриленко Пётр Фёдорович 1920 г. р. убит 19.02.44г. - гв. рядовой Ермак Степан Григорьевич 1911 г. р. убит 19.02.44г. - гв. рядовой Галенко Иван Иванович 1899 г. р. убит 19.02.44г. - гв. рядовой Лесниченко Иван Хрисанович 1912 г. р. убит 19.02.44г. - гв. рядовой Хилямин Георгий Иванович 1904 г. р. убит 16.02.44г. - гв. рядовой Карташков Андрей Павлович 1896 г. р. убит 16.02.44г. - гв. рядовой Сотник Иван Иванович 1922 г. р. убит 18.02.44г. - гв. рядовой Михайличенко Михаил Яковлевич 1923 г. р. убит 18.02.44г. - гв. рядовой Федоринчик Михаил Александрович 1899 г. р. убит 18.02.44г. - гв. рядовой Бугай Павел Илларионович 1905 г. р. убит 18.02.44г. - гв. рядовой Севяринов Фёдор Мартынович 1914 г. р. убит 10.02.44г. - гв. рядовой Лысенко Василий Дмитриевич 1902 г. р. убит 10.02.44г. - гв. рядовой Решетников Яков Илларионович 1906 г. р. убит 18.02.44г. - гв. рядовой Шанишивили Вольпо Гуклеевич 1925 г. р. убит 10.02.44г. - гв. рядовой Артурьян Николай Григорьевич 1920 г. р. убит 10.02.44г. - гв. рядовой Беленский Сергей Иванович 1912 г. р. убит 10.02.44г. - 54-я отдельная гвардейская рота связи: - гв. лейтенант Акуличев Сергей Сергеевич, 1921 г. р. убит 14.02.44г. - Отдельный учебный батальон: - гв. рядовой Гребышев Василий Петрович 1925 г. р. убит 14.02.44г. труп остался на территории, занятой противником, высота 95,7 метра 6 км южнее Апостолово. На самом деле солдат был отправлен в госпиталь ХППГ-492, где умер от ран 16.02.44 г. (в документах госпиталя записан как Гребушев). Источник: Всеукраинская Общественная организация поисковиков "Союз Народная Память" |

После освобождения Одессы дивизия с 10 по 18 мая 1944 года вела бои за освобождение стратегического Шерпенского плацдарма на правом берегу реки Днестр. Воины дивизии, испытывая недостаток в боеприпасах, технике и средствах противотанковой обороны, сдерживали контрнаступление немецких войск. Погибшие в боях воины дивизии похоронены на мемориале возле села Шерпены (Молдавия).

### Освобождение Польши
Части 39-й гвардейской стрелковой дивизии приняли активное участие в освобождении Польши. В июне 1944 года дивизия переброшена на левое крыло 1-го Белорусского фронта. В ходе Люблин-Брестской операции, во взаимодействии с другими соединениями, прорвала сильно укреплённую оборону противника западнее Ковеля, успешно форсировала реку Западный Буг, 20 июля вступила на территорию Польши и 24 июля участвовала в освобождении Люблина.
В ходе боёв за Люблин, с 22 на 23 июля 1944 года, дивизия освободила один из самых страшных фашистских лагерь смерти — Майданек.
После овладения городом Люблин 39-я гвардейская стрелковая дивизия, отразив контрудар танков и пехоты немцев, получила боевую задачу — совершить в течение двух дней 110-и километровый марш, сосредоточиться в лесу на восточном берегу реки Висла и приготовиться к форсированию реки. После проведения рекогносцировки местности, 31 июля командир дивизии полковник Е. Т. Марченко отдал приказ командирам полков начать форсирование реки Висла утром 1 августа 1944 года.
1 августа соединения дивизии форсировали реку Висла и захватили плацдарм в 6 км северо-восточнее Магнушева (Магнушевский плацдарм). Особенно большого накала достигли бои 6 и 7 августа 1944 года, когда противник подтянув к месту боев крупные танковые и пехотные резервы, при мощной поддержке авиации перешёл в контрнаступление с целью сбросить советские войска в реку Вислу и ликвидировать занимаемый ими плацдарм на западном берегу. 7 августа в полосе обороны, занимаемой гвардейцами дивизии, немцы бросили в бой более ста танков и самоходно-артиллерийских установок и несколько полков пехоты, которым удалось вклиниться в оборону частей дивизии, а часть из них даже прорвалась к наблюдательному пункту командира дивизии. В этот критический момент боя комдив Марченко решил, чтобы не терять управление боем частей дивизии — не менять места наблюдательного пункта, а всем офицерам, солдатам оперативной группы дивизии приказал занять круговую оборону и отразить контратаку противника. Введя в бой противотанковый резерв дивизии, удалось отбить танковую атаку противника с большими для него потерями. На поле боя остались уничтоженными свыше тридцати танков врага и много пехоты. Немцы вынуждены были отказаться от дальнейших атак и перешли к обороне.
Части дивизии, совместно с другими частями 8-й гвардейской армии, перешли к укреплению и расширению плацдарма, готовясь к дальнейшему наступлению советских войск. Магнушевский плацдарм сыграл решающую роль на завершающем этапе Великой Отечественной войны, так как части 1-го Белорусского фронта в январе 1945 года наносили главный удар именно с этого плацдарма. 14 января 1945 года, участвуя в Варшавско-Познанской операции, с Магнушевского плацдарма дивизия переходит в наступление, совместно с другими частями армии прорывает глубоко эшелонированную оборону противника и успешно развивает наступление в направлении г. Познань.

«Рано утром 17 января с членом Военного совета А. М. Прониным, командующим артиллерией генералом Н. М. Пожарским и офицерами штаба мы выехали в дивизии первого эшелона в передовые войска. У переправы через Пилицу нагнали части 39-й гвардейской стрелковой дивизии, находившейся во втором эшелоне 28-го стрелкового корпуса. 120-й полк этой дивизии с приданным дивизионом артиллерии уже переправлялся через реку. В это время из деревни Гжмионца появилась колонна танков. Их было около двадцати, они направлялись к переправе. И вдруг мы разглядели на их броне фашистские кресты. Наши артиллеристы быстро развернулись в боевой порядок. Подпустив вражеские танки метров на четыреста, они открыли огонь. С первых же выстрелов почти половина танков была подбита и загорелась, остальные, отстреливаясь, начали отходить к деревне. Но туда уже вошёл 117-й полк той же 39-й дивизии. Заметив танки противника, артиллеристы полка развернули орудия и открыли встречный огонь. В результате от вражеской колонны уцелело всего два танка. Пленные танкисты показали, что они из 25-й танковой дивизии, которая после трёхдневных боев потеряла связь с высшим штабом и решила пробиваться на северный берег Пилицы. Так как переправа у Нове-Място была в руках советских войск, фашисты решили пробиться другим путём, но попали в огневой мешок»— Чуйков В. И. «Конец третьего рейха». М.: Советская Россия, 1973 г.
Особенно ожесточённые и кровопролитные бои дивизия вела с 25 января по 5 февраля, штурмуя город-цитадель Познань, превращённый фашистским командованием в укреплённую крепость.
Все полки дивизии были отмечены в ходе боёв по освобождению Польши орденами и получили почётные наименования. Так 120-й и 117-й гвардейские стрелковые полки, 87-й гвардейский артиллерийский полк и 43-й отдельный гвардейский истребительно-противотанковый дивизион получили почётное наименования «Познанский».112-й гвардейский стрелковый полк получил почётное наименование «Люблинский».
За мужество и доблесть, проявленные при освобождении г. Люблин были награждены: орденом Красного Знамени — 117-й, 120-й гвардейские стрелковые полки;

За мужество и доблесть, проявленные при освобождении г. Познань были награждены: орденом Красного Знамени — 112-й гвардейский стрелковый полк, орденом Александра Невского — 45 отдельный гвардейский сапёрный батальон, орденом Красной Звезды — 154 отдельный гвардейский батальон связи.

За мужество и доблесть, проявленные при освобождении городов Влоцлавек, Бжесць-Куявски и Коло были награждены: орденом Кутузова III степени − 112-й гвардейский стрелковый полк, орденом Богдана Хмельницкого III степени — 117-й гвардейский стрелковый полк, орденом Александра Невского — 120-й гвардейский стрелковый полк, орденом Красной Звезды — 43-й отдельный гвардейский истребительно-противотанковый дивизион. За мужество и доблесть, проявленные при прорыве обороны немцев южнее Варшавы 87 гвардейский артиллерийский полк был награждён орденом Красного Знамени.

### Битва за Берлин
Завершающим этапом боевых действий дивизии было участие в Берлинской наступательной операции. Мужество и героизм воинов дивизии были отмечены орденами и медалями.
Указами Президиума Верховного Совета СССР за мужество, героизм и воинское мастерство, проявленное в боях за Берлин, дивизия была награждена пятой, высшей государственной наградой СССР — орденом Ленина, 112-й и 117-й гвардейские стрелковые полки — орденами Суворова III степени, 120-й гвардейский стрелковый полк и 87-й гвардейский артиллерийский полк — орденами Кутузова III степени, 43-й отдельный гвардейский истребительно-противотанковый дивизион и 154-й отдельный гвардейский батальон связи — орденами Александра Невского, 45 отдельный гвардейский сапёрный батальон — орденом Красной Звезды.
Командиром дивизии во время Берлинской наступательной операции и штурма Берлина был гвардии полковник Ефим Тимофеевич Марченко.
Первым днём после войны стал для 39-й гв. сд 2 мая 1945 года.

#### Штурм Зееловских высот
Форсировав Одер в феврале 1945 года, дивизия оттеснила противника от береговой черты и заняла позиции на Кюстринском плацдарме. В течение февраля-начала марта 1945 года дивизия продолжает вести упорные бои за удержание и расширение захваченного плацдарма. Отсюда должно было начаться наступление на Берлин. Силам 8-й армии под командованием генерал-полковника Василия Чуйкова, в состав которой входили силы 39-й гвардейской стрелковой дивизии, на первом этапе предстояло штурмовать Зееловские высоты. Это — гряда лысых холмов, до 50 метров, которая тянулась по левому берегу старого русла Одера. Зеловско-Берлинская операция или Сражение за Зееловские высоты — операция советских войск, проведённая в рамках Берлинской наступательной операции и последующее сражение с немецкими войсками, оборонявшими Зееловские высоты — многочисленные возвышения естественного происхождения в виде холмов, расположенных недалеко от немецкого города Зеелов, примерно в 90 км к востоку от Берлина, недалеко от нынешней границы с Польшей. Операция проводилась в период с 16 апреля по май 1945 года. Изначально 39-я гвардейская стрелковая дивизия была в армейском резерве.
17 апреля 1945 года противник ввёл в бой две свежие моторизованные дивизии — «Курман» и «Мюнхеберг» — и одну пехотную дивизию СС под командованием генерала Зайцерта. Завязались ожесточённые бои. Контратаки следовали одна за другой, особенно на левом фланге 8-й гвардейской армии. В районе Дидерсдорфа противник старался перерезать шоссе Кюстрин — Берлин, по которому двигалась основная масса техники и тылов 29-го гвардейского стрелкового корпуса и 1-й гвардейской танковой армии.
Для ликвидации этой угрозы командиру 28-го гвардейского стрелкового корпуса было приказано ввести в бой 39-ю гвардейскую стрелковую дивизию, до этого следовавшую во втором эшелоне. В бой вступили полки дивизии. 18 апреля 1945 года дивизия участвовала в отражении контрудара трёх немецких дивизий на левом фланге 8-й гвардейской армии. Так, передовой 117-й гвардейский стрелковый полк дивизии под командованием гвардии подполковника Гриценко Е. Д. вступил в ожесточённую схватку с кадровыми подразделениями противника и батальоном фольксштурма, которые стремились всеми силами добиться какого-либо успеха. Они бросались в контратаки из засад, устроенных на пологих западных скатах Зееловских высот, открывали пулемётный огонь из тщательно замаскированных укрытий, которые уже прошли наши войска, использовали гранаты и фаустпатроны из домов и различных построек, стоящих возле дорог и переездов. Гриценко нашёл способ борьбы с такой тактикой врага. Он отказался от лобовых атак населённых пунктов и узлов обороны. Батальоны полка повзводно и поротно с миномётами и лёгкими орудиями через перелески, окольными путями пробирались в тыл и на фланги подразделений противника и навязывали невыгодный ему бой.
| «Перед началом боев за Зееловские высоты 39-й гвардейской стрелковой дивизии был придан танковый корпус. Фамилии и имени командира корпуса не помню, я только запомнила характеристику, что это был немолодой, очень интеллигентный, очень знающий военный. Они с отцом стали думать, как брать эти высоты. Поскольку там все доты были нацелены против танков. Специально укреплены. Отец сказал, что танками их брать нельзя. Значит, надо что-то придумать. И придумал создать небольшие, в три-четыре человека, боевые группы, переправить их за линию фронта, и чтобы они забросали доты гранатами. Сколько смогут уничтожить. Чтобы хоть какие-то проходы для танков образовать. Этот генерал с папой согласился. И когда отец говорил с Чуйковым, тот тоже согласился, что это будет разумно. В ночь перед атакой они уже начали готовить эти боевые группы — и вдруг звонок. Просят к телефону генерала. Оказалось, что с НП армии звонил Жуков и стал его ругать матом. Папа вспоминал, что этот генерал в одну секунду стал белым, как бумага. А Жуков орал на него матом, что он предатель, изменник, что он его застрелит собственной рукой: почему не идут в атаку танки? Потом трубку взял Чуйков и то же самое повторил полковнику Марченко. Стал страшно в истерике ругаться. После чего танки пошли в атаку. Папа вспоминал, что утро было на редкость тихое и ясное, и дым от горящих танков ровными столбами поднимался вверх, как будто это стояли деревья… И казалось, что весь этот склон покрыт дымным лесом. Он называл цифру этих танков, превратившихся в чёрные столбы: где-то 400 единиц. Было видно, что ни один танк не прошёл». Источник: "Новая газета", № 39, 2 июня 2003 г. "ЗЕЕЛОВСКИЕ ВЫСОТЫ: ПОБЕДА, КОТОРУЮ МЫ ПОТЕРПЕЛИ" |

#### Штурм Берлина
Первая фраза сражения за германскую столицу заключалась в форсировании рек и каналов практически по всему периметру обороны города. Внутренний пояс немецкой обороны Берлина в полосе наступления 39 гвардейской стрелковой дивизии проходил по каналу Тельтов (Teltowkanal). Форсирование канала было возложено на 117-й гвардейский стрелковый полк. Части сил форсировал канал под плотным немецким шквальным огнём. Командир полка Ефим Дмитриевич Гриценко в атаку солдат вёл лично и был убит.

«Передовой 117-й гвардейский стрелковый полк дивизии под командованием гвардии полковника Е. Д. Гриценко вступил в ожесточённую схватку с кадровыми подразделениями противника и батальоном фольксштурма, которые стремились всеми силами добиться какого-либо успеха. Они бросались в контратаки из засад, устроенных на пологих западных скатах Зееловских высот, открывали пулемётный огонь из тщательно замаскированных укрытий, которые уже прошли наши войска, бросали гранаты и фаустпатроны из домов и различных построек, стоящих возле дорог и переездов. Гвардии полковник Гриценко нашёл способ борьбы с такой тактикой врага. Он отказался от лобовых атак населённых пунктов и узлов обороны. Батальоны полка повзводно и поротно с миномётами и лёгкими орудиями через перелески, окольными путями пробирались в тыл и на фланги подразделений противника и навязывали невыгодный ему бой. Моральное превосходство было на стороне советских воинов, и хотя соотношение сил на этом участке было не всегда в пользу полка Гриценко, гитлеровцы не выдерживали напора — сдавались в плен или панически отступали. Только за один день боя полк захватил около 100 пулемётов, 107 автомашин с различными военными грузами, взял в плен 315 солдат и офицеров»— Чуйков В. И. «Конец третьего рейха». М.: Советская Россия, 1973 г.
Наступая на северо-запад, в направлении зоопарка, дивизия уже 29 апреля вышла к Ландвер-каналу. Канал был неширокий и неглубокий, но преодолеть его было почти невозможно. Берега его были крутые и выложены камнем. От верхней кромки берега до воды — около 3-х метров гладкой и скользкой стенки. Весь канал и подступы к нему простреливались плотным пулемётным огнём и орудиями прямой наводки. Но для гвардейцев и это не явилось препятствием. Они нашли водосточные трубы, которые выводили в канал прямо на уровень воды. Этими трубами они подползли к каналу, преодолели его водную часть вплавь, а на противоположном берегу по таким же трубам выбрались на поверхность, оказавшись в тылу немцев, оборонявших непосредственно берег канала. Таким образом, 120-й гвардейский стрелковый полк двумя батальонами форсировал этот канал и овладел южной частью парка Тиргартена (Tiergarten). 120-й полк мог успешно продвигаться в северо-восточном направлении, на Рейхстаг (Reichstag). Однако атаки не состоялось. Был получен приказ: оставить часть сил для удержания достигнутого рубежа, остальные силы полка отвести назад.

«Отлично действовал двадцатидвухлетнний командир роты 39-й гвардейской стрелковой дивизии гвардии старший лейтенант Николай Пименович Балакин. Разведав канализационные трубы, он принял смелое решение: пробраться по ним до канала, затем вплавь достигнуть противоположной стенки и там так же по сточному трубопроводу проникнуть в тыл противника. Манёвр был осуществлён блестяще. Рота Балакина разгромила два вражеских гарнизона, захватив в плен 68 автоматчиков и пулемётчиков батальона фольксштурма. Балакин, будучи раненым, продолжал руководить боем, пока не подоспела помощь.
Таким же путём форсировали канал штурмовые группы отряда, которыми командовал гвардии старший лейтенант А. С. Климушкин из 120-го гвардейского стрелкового полка 39-й гвардейской стрелковой дивизии. По сточным трубам и подземным коммуникациям связи он провёл своих бойцов под мост, что возле железнодорожной станции Меккерн-Брюкке, и оттуда стремительным броском ворвался в вокзал. Вскоре весь батальон, возглавляемый Героем Советского Союза гвардии капитаном М. П. Карнаушенко, оказался на противоположном берегу канала и приступил к штурму привокзального квартала»
— В. И. Чуйков "Конец третьего рейха". М.: Советская Россия, 1973 г.
К вечеру 29 апреля 1945 года, ведя тяжёлые бои за каждый дом, дивизия вплотную подошла к забору Зоологического сада. Но овладеть им с ходу не удалось. В Зоологическом саду, как известно, располагался командный пункт командующего обороной Берлина, генерала Вейдлинга (Helmuth Weidling). Сад был обнесён железобетонным забором. Внутри сада заранее построены прочные железобетонные бункера, представлявшие собой трёхэтажные здания. Железобетонные стены имели толщину до 2,5 метров и не пробивались снарядами. По всем этажам зданий были закрывающиеся стальными плитами амбразуры. На крышах располагались зенитные пушки 88 и 128 мм калибра, которые вели огонь прямой наводкой. Все прилегающие к зоопарку здания также были заранее подготовлены к обороне. Все улицы, выходящие к зоопарку, простреливались ружейно-пулемётным и артогнём.
…Почти весь личный состав был брошен на проделывание проходов в зданиях и вытаскивание пушек-гаубиц на руках.
К рассвету орудия стояли нацеленными на бункера и укреплённые здания и тщательно замаскированы. По сигналу они открыли беглый огонь. Все бункера и здания мгновенно окутались дымом и пылью. Однако пробить стенки бункеров даже этими системами не удалось. Но своё дело они сделали. Немцы на некоторый период были оглушены и ошеломлены. Используя замешательство немцев, 112-й и 117-й гвардейские стрелковые полки стремительно бросились к бункерам и другим объектам атак. Кроме обычного вооружения, солдаты тащили с собой во всевозможной посуде бензин; сапёры — взрывчатые вещества; химики — дымшашки. Подойдя вплотную, начали выжигание и выкуривание немцев. Генерал Вейдлинг с частью своего штаба вынужден был убежать на новый КП. Остальной гарнизон сдался. Уже после пленения генерала Вейдлинг показал, что потеря им этих бункеров лишила его связи и возможности управлять боевыми действиями берлинского гарнизона. В этом бою погиб ещё один командир 117-го гвардейского стрелкового полка. Вообще в боях за Берлин погибло три командира 117-го полка.
Решительным броском уже в первой половине дня 1 мая 1945 года части 39-й гвардейской стрелковой дивизии овладели южной частью парка Тиргартен, зоопарком и соединились с частями 3-й ударной армии, 2-й гвардейской танковой армии и с 1-й польской пехотной дивизией (1-я армия Войска Польского). 

Нелишне отметить и такой факт. Несмотря на сильный огонь и тяжёлые бои по овладению зоопарком, абсолютное большинство, а точнее, почти все звери и птицы зоопарка оказались живыми.
Раздел написан на основе не опубликованных мемуаров командира дивизии гвардии полковника Марченко Ефима Тимофеевича.

## Награды и почётные наименования
Дивизия была одной из 8-ми стрелковых дивизий, награждённых в годы Великой Отечественной войны пятью орденами.
| Награда, наименование                 | Дата указа(приказа)   | За что награждена |
| ------------------------------------- | --------------------- | --- |
| «Гвардейская»                         | 2 августа 1942 года   | Почётное звание присвоено приказом Народного Комиссара Обороны СССР при формировании, в честь заслуг, проявленных в боях под Москвой предшественником дивизии 5-м вдк. |
| Орден Красного Знамени                | 31 марта 1943 года    | За образцовое выполнение боевых заданий командования на фронте борьбы с немецкими захватчиками (при обороне г. Сталинграда) и проявленные при этом доблесть и мужество.Орден Красного Знамени № 53471 Орден вручил командующий 8-й гвардейской армией гвардии генерал-лейтенант Чуйков В. И. 20.06.1943 г.                              |
| «Барвенковская»                       | 10 сентября 1943 года | Почётное наименование присвоено в ознаменование одержанной победы и за отличие в боях при освобождении города Барвенково Харьковской области. |
| Орден Красного Знамени                | 14 октября 1943 года  | За образцовое выполнение боевых заданий командования на фронте борьбы с немецкими захватчиками (при освобождении города Запорожье) и проявленные при этом доблесть и мужество.Орден Красного Знамени № 65497. |
| Орден Суворова II степени             | 19 марта 1944 года    | За образцовое выполнение заданий командования в боях с немецкими захватчиками при прорыве сильной обороны немцев по западному берегу реки Ингулец, за освобождение города Нового Буга и проявленные при этом доблесть и мужество.Орден Суворова II степени № 798.(объявлено приказом Заместителя НКО СССР от 17 апреля 1944 года № 090) |
| Орден Богдана Хмельницкого II степени | 20 апреля 1944 года   | За образцовое выполнение заданий командования в боях с немецкими захватчиками при освобождении города Одессы и проявленные при этом доблесть и мужество. Орден Богдана Хмельницкого II степени № 160.(объявлено приказом Заместителя НКО СССР от 14 мая 1944 года № 0123 )                                                              |
| Орден Ленина                          | 28 мая 1945 года      | За образцовое выполнение заданий командования в боях при прорыве обороны немцев и наступлении на Берлин и проявленные при этом доблесть и мужество.Орден Ленина № 44803.(объявлено приказом Заместителя НКО СССР от 28 июня 1945 года № 0120 )                                                                                          |

## Знамёна дивизии и её частей
- Знамя 39-й гв. мсд.
- Знамя 39-й гв. мсд.
- Знамя 117-го гв. мсп.
- Знамя 117-го гв. мсп.
- Знамя 120-го гв. мсп.
- Знамя 120-го гв. мсп.
- Знамя 172-го гв. мсп.
- Знамя 172-го гв. мсп.
- Знамя 15 гв.тп (585 гв. мсп).
- Знамя 15 гв.тп (585 гв. мсп).
- Знамя 87-го гв. ап.
- Знамя 87-го гв. ап.
- Знамя 11 орб.
- Знамя 11 орб.
- Знамя 154-го гв. обс.
- Знамя 154-го гв. обс.
- Знамя 272-го гв. оисб.
- Знамя 272-го гв. оисб.

## Отличившиеся воины дивизии
В годы Великой Отечественной войны 45 воинов частей, входивших в состав дивизии, были удостоены звания Героя Советского Союза. Около 50 стали полными кавалерами Ордена Славы. 14 тысяч воинов награждены боевыми орденами и медалями.
Произведено награждений орденами СССР(не меньше):
- орден Ленина — 38
- орден Красного Знамени — 460
- орден Суворова II степени- 3
- орден Кутузова II степени — 1
- орден Богдана Хмельницкого II степени — 2
- орден Суворова III степени — 8
- орден Кутузова III степени — 7
- орден Богдана Хмельницкого III степени — 41
- орден Александра Невского −136
- орден Отечественной войны I степени — 370
- орден Отечественной войны II степени — 1131
- орден Красной Звезды — 2076
- орден Славы I степени — 16
- орден Славы II степени- 351
- орден Славы III степени — 1942

Награждены орденами Республики Польша:
- орден Крест Храбрых — 1

Данные о награждениях в годы войны в 172-м гвардейском мотострелковом полку и 15-м гвардейском танковом полку, которые вошли в состав дивизии в послевоенное время, находятся на страничках этих частей.

### Герои Советского Союза
Приказом Министра обороны СССР, в послевоенные годы в списки частей дивизии были навечно зачислены четверо Героев Советского Союза: гвардии сержант Бухтуев М. А. — 1-й танковой роты 1-го танкового батальона 15 гв. тп; гвардии старший сержант Турунов Г. С. — 1-й мотострелковой роты 1-го мотострелкового батальона 172 гв. мсп; гвардии лейтенант Цыбань П. Ф. — роты связи 120 гв. мсп; гвардии рядовой Хименко А. М. — 4-й мотострелковой роты 2 мсб 117 гв. мсп. Роты носили имена Героев Советского Союза и именовались геройскими. Служить в такой роте было почётно и ответственно.

На Аллее Славы дивизии в военном гарнизоне города Ордруф был установлен памятный монумент с именами Героев Советского Союза и бюсты Героев. Бюсты героев были установлены также в военных гарнизонах городов Гота и Майнинген (бюст Героя Советского Союза А. М. Хименко).
| №  | Фото | Фамилия Имя Отчество годы жизни                        | Должность                                                                                               | Звание  | Дата Указа            | Обстоятельства подвига |
| -- | ---- | ------------------------------------------------------ | --- | ------- | --------------------- | --- |
| 1  |      | Ардышев Павел Иванович (22.12.1923 — 18.5.2004)        | помощник командира взвода стрелковой роты 117-го гвардейского стрелкового полка                         | гвардии | 24.3.1945             | За мужество и героизм, проявленные при форсировании Вислы и овладением Магнушевским плацдармом.                                                                                               |
| 2  |      | Балакин Николай Пименович (20.08.1922 — 22.5.1953)     | командир роты 120-го гвардейского стрелкового полка                                                     | гвардии | 15.5.1946             | За мужество и героизм, проявленные при форсировании реки Шпрее. |
| 3  |      | Беляев Владимир Александрович (1914 — 17.12.1947)      | заместитель командира батальона 120-го гвардейского стрелкового полка по политической части             | гвардии | 22.2.1944             | За мужество, отвагу и героизм, проявленные в борьбе с немецко-фашистскими захватчиками, проявленный при форсировании Днепра.                                                                  |
| 4  |      | Болтаев Георгий Семёнович (5.4.1914 — 1980)            | командир роты автоматчиков стрелкового батальона 172-го гвардейского стрелкового полка                  | гвардии | 31.5.1945             | За форсирование Одера и штурм Зееловских высот и проявленные при этом мужество, отвагу и героизм.                                                                                             |
| 5  |      | Боченков Василий Тимофеевич (28.8.1919 — 15.4.1994)    | старший адъютант стрелкового батальона 172-го гвардейского стрелкового полка                            | гвардии | 31.5.1945             | За форсирование Одера и штурм Зееловских высот и проявленные при этом мужество, отвагу и героизм.                                                                                             |
| 6  |      | Бухтуев Михаил Артемьевич (23.11.1925 — 25.6.1944)     | механик-водитель танка Т-34 15-й гвардейской танковой бригады                                           | гвардии | 22.8.1944 (посмертно) | Совершил единственный в истории войн танковый таран фашистского бронепоезда. |
| 7  |      | Гильмутдинов Гайфутдин (13.1.1913 — июнь 1944)         | командир пулемётного отделения стрелкового батальона 120-го гвардейского стрелкового полка              | гвардии | 19.3.1944             | За мужество и героизм, проявленные при форсировании Днепра. |
| 8  |      | Голубовский, Алексей Петрович (29.6.1908 — 3.2.1945)   | командир стрелкового батальона 172-го гвардейского стрелкового полка                                    | гвардии | 24.3.1945 (посмертно) | За умелое руководство боем батальона при форсировании Вислы и овладением Магнушевским плацдармом.                                                                                             |
| 9  |      | Гореленков, Алексей Иванович (20.10.1920 — 18.5.2005)  | командир стрелкового батальона 117-го гвардейского стрелкового полка                                    | гвардии | 15.5.1946             | За мужество и героизм, проявленные при форсировал реки Шпрее и штурме Берлина. |
| 10 |      | Горелов Александр Петрович (27.3.1923 — 1953           | командир стрелкового батальона 120-го гвардейского стрелкового полка                                    | гвардии | 15.5.1946             | За мужество и героизм, проявленные при форсировании реки Шпрее и в ходе боёв за Берлин. Его батальон взял в плен более 2000 фашистов и освободил из двух лагерей военнопленных союзных войск. |
| 11 |      | Гриценко Ефим Дмитриевич (1.5.1908 — 26.4.1945)        | командир 117-го гвардейского стрелкового полка                                                          | гвардии | 31.5.1945 (посмертно) | За мужество, отвагу и героизм, проявленные при штурме Берлина. |
| 12 |      | Гришин Иван Александрович (21.7.1918                   | командир пулемётной роты 112-го гвардейского стрелкового полка                                          | гвардии | 31.5.1945             | За мужество, отвагу и героизм, проявленные при форсировании реки Шпрее. |
| 13 |      | Карнаушенко Михаил Павлович (12.12.1906 — 21.2.1975)   | командир стрелкового батальона 117-го гвардейского стрелкового полка                                    | гвардии | 24.3.1945             | За мужество, отвагу и героизм, проявленные при форсировании реки Вислы. |
| 14 |      | Кашпуров Пётр Афанасьевич 1913 — 15.2.1944)            | заместитель командира 120-го гвардейского стрелкового полка по политической части                       | гвардии | 22.2.1944             | За мужество и героизм, проявленные при форсировании Днепра и освобождении Днепропетровска. |
| 15 |      | Кащеева Вера Сергеевна (15.9.1922 — 20.5.1975)         | санитарный инструктор стрелкового батальона 120-го гвардейского стрелкового полка                       | гвардии | 22.2.1944             | За мужество и героизм, проявленные при форсирование Днепра. |
| 16 |      | Климушкин Александр Степанович (25.8.1924 — 1992)      | командир взвода тяжёлого пехотного оружия 120-го гвардейского стрелкового полка                         | гвардии | 15.5.1946             | За мужество и героизм, проявленные в боях за Берлин. |
| 17 |      | Комаров Дмитрий Евлампиевич (8.11.1922 — 5.9.1944)     | командир танка 15-й гвардейской танковой бригады                                                        | гвардии | 5.9.1944              | Совершил единственный в истории войн танковый таран фашистского бронепоезда. Навечно зачислен в списки личного состава Благовещенского танкового училища.                                     |
| 18 |      | Корнеев Владимир Дмитриевич (28.3.1924 — 12.8.1944)    | помощник командира взвода 41-й отдельной гвардейской разведывательной роты                              | гвардии | 24.3.1945 (посмертно) | За мужество и героизм, проявленные при форсировании Вислы. |
| 19 |      | Кравченко Сергей Трофимович (26.10.1925 — 26.10.1956)  | автоматчик 117-го гвардейского стрелкового полка                                                        | гвардии | 24.3.1945             | За мужество и героизм, проявленные при форсировании Вислы. |
| 20 |      | Кухарев Григорий Никанорович (29.10.1918 — 25.11.1984) | заместитель командира 117-го гвардейского стрелкового полка по политической части                       | гвардии | 15.5.1946             | За мужество и героизм, проявленные при штурме Берлина. |
| 21 |      | Мазный Юрий Макарович (23.3.1907 — 17.7.1982)          | командир 120-го гвардейского стрелкового полка                                                          | гвардии | 19.3.1944             | За мужество и героизм, проявленные при форсировании Днепра и освобождении Днепропетровска. |
| 22 |      | Молдагалиев Жангас (7.6.1917 — 1.11.1943)              | командир стрелковой роты 120-го гвардейского стрелкового полка                                          | гвардии | 19.3.1944 (посмертно) | За мужество и героизм, проявленные при форсировании Днепра и освобождении Днепропетровска. 1.11.1943 закрыл своим телом амбразуру вражеского дзота.                                           |
| 23 |      | Наумов Кондратий Иванович (4.10.1918 — 12.9.1944)      | командир танкового батальона 15-й гвардейской танковой бригады                                          | гвардии | 22.8.1944             | За мужество и героизм, проявленные в боях за Бобруйск. |
| 24 |      | Никольский Николай Сергеевич (15.9.1913 — 12.4.2001)   | начальник политотдела 39-й гвардейской стрелковой дивизии                                               | гвардии | 22.2.1944             | За мужество и героизм, проявленные при освобождении стратегически важного железнодорожного узла Апостолово.                                                                                   |
| 25 |      | Оленин Александр Михайлович (15.3.1909 — 31.10.1970)   | стрелок стрелкового батальона 120-го гвардейского стрелкового полка                                     | гвардии | 19.3.1944             | За мужество и героизм, проявленные при форсировании Днепра. |
| 26 |      | Осин Дмитрий Васильевич (25.10.1912 — 22.9.1987)       | командир стрелкового батальона 172-го гвардейского стрелкового полка                                    | гвардии | 24.3.1945             | За мужество и героизм, проявленные при форсировании Одера. |
| 27 |      | Остапченко Николай Васильевич (1923 — 5.9.1944)        | командир отделения взвода разведки 117-го гвардейского стрелкового полка                                | гвардии | 24.3.1945             | За мужество и героизм, проявленные при форсировании Вислы. |
| 28 |      | Парадович Александр Иосифович (14.10.1920 — 2001)      | помощник командира взвода 41-й отдельной гвардейской разведывательной роты                              | гвардии | 22.2.1944             | За мужество и героизм, проявленные при форсировании Днепра. |
| 29 |      | Пащенко Анисим Павлович (1913 — 19.4.1945)             | командир разведывательного взвода 41-й отдельной гвардейской разведывательной роты                      | гвардии | 24.3.1945             | За мужество и героизм, проявленные при форсировании Вислы. |
| 30 |      | Рудниченко Иван Андреевич (7.4.1917 — 24.11.1943)      | агитатор 120-го гвардейского стрелкового полка                                                          | гвардии | 19.3.1944 (посмертно) | За мужество и героизм, проявленные при форсировании Днепра и освобождении Днепропетровска. |
| 31 |      | Сиротинкин Василий Иванович (29.12.1923 — 9.8.2008)    | заместитель командира стрелкового батальона 120-го гвардейского стрелкового полка по политической части | гвардии | 19.3.1944             | За мужество и героизм, проявленные при форсировании Днепра и освобождении Днепропетровска. |
| 32 |      | Тупицин Андрей Иванович (13.7.1918 — 23.8.1969)        | командир взвода 41-й отдельной гвардейской разведывательной роты                                        | гвардии | 19.3.1944             | За мужество и героизм, проявленные при форсировании Днепра. |
| 33 |      | Турунов Геннадий Сергеевич (2.1.1925 — 4.2.1945)       | командир пулемётного расчёта 172-го гвардейского стрелкового полка                                      | гвардии | 24.3.1945 (посмертно) | За мужество и героизм, проявленные при форсировании Одера. |
| 34 |      | Фокин Александр Иванович (15.11.1911 — 5.5.1989)       | командир роты автоматчиков 172-го гвардейского стрелкового полка                                        | гвардии | 24.3.1945             | За мужество и героизм, проявленные при форсировании Вислы и овладением Магнушевским плацдармом.                                                                                               |
| 35 |      | Хазов Николай Панфилович (27.12.1913 — 17.7.1991)      | командир 172-го гвардейского стрелкового полка                                                          | гвардии | 24.3.1945             | За мужество и героизм, проявленные при освобождении городов Гнезно и Познань (Польша). |
| 36 |      | Хименко Андрей Максимович (7.12.1915 — 6.10.1944)      | стрелок 117-го гвардейского стрелкового полка                                                           | гвардии | 24.3.1945             | За мужество и героизм, проявленные при форсировании Вислы и овладением Магнушевским плацдармом.                                                                                               |
| 37 |      | Цирубин Дмитрий Малахович (15.5.1916 — 6.3.1996)       | командир танкового батальона 15-й гвардейской танковой бригады                                          | гвардии | 24.3.1945             | За образцовое выполнение задач командования при захвате и удержании плацдарма возле Карневека (Польша).                                                                                       |
| 38 |      | Цыбань Пётр Федотович (5.10.1909 — 22.11.1943)         | командир взвода связи 120-го гвардейского стрелкового полка                                             | гвардии | 19.3.1944 (посмертно) | За мужество и героизм, проявленные при форсировании Днепра. |
| 39 |      | Чурочкин Иван Алексеевич (13.3.1908 — 29.3.1974)       | разведчик 41-й отдельной гвардейской разведывательной роты                                              | гвардии | 19.3.1944             | За мужество и героизм, проявленные при освобождении Днепропетровска. |
| 40 |      | Чурсанов Иван Михайлович (17.2.1913 — 3.2.1945)        | командир роты автоматчиков 172-го гвардейского стрелкового полка                                        | гвардии | 24.3.1945 (посмертно) | За мужество и героизм, проявленные при форсировании Одера. |
| 41 |      | Чусовской Николай Николаевич (10.5.1910 — 26.7.1977)   | командир стрелкового батальона 172-го гвардейского стрелкового полка                                    | гвардии | 31.5.1945             | За мужество и героизм, проявленные при штурме Зеловских высот. |
| 42 |      | Шатохин Иван Григорьевич (15.11.1921 — 8.2.1944)       | командир стрелковой роты 172-го гвардейского стрелкового полка                                          | гвардии | 3.6.1944 (посмертно)  | За мужество и героизм, проявленные при освобождении Днепропетровской области Украины. |
| 43 |      | Штриголь Виктор Михайлович (2.10.1905 — 3.1.1964)      | командир 112-го гвардейского стрелкового полка                                                          | гвардии | 19.3.1944             | За мужество и героизм, проявленные при форсировании Днепра. |
| 44 |      | Шульгин Александр Иванович (11.2.1911 — 25.3.1972)     | заместитель командира 45-го гвардейского сапёрного батальона по политической части                      | гвардии | 22.2.1944             | За мужество и героизм, проявленные при форсировании Днепра. |
| 45 |      | Ялугин Павел Владимирович (21.9.1910 — 22.3.1990)      | адъютант старший стрелкового батальона 120-го гвардейского стрелкового полка                            | гвардии | 19.3.1944             | За мужество и героизм, проявленные при форсировании Днепра. |

### Полные кавалеры Ордена Славы
Указом Президиума Верховного Совета СССР от 08.11.1943 года Орденом Славы награждались солдаты, сержанты, старшины, совершившие в боях за Советскую Родину боевые подвиги и показавшие примеры храбрости, мужества и бесстрашия. Последовательное награждение от III до I степени (по примеру Ордена Святого Георгия — Георгиевского креста). Многие воины 39-й гвардейской стрелковой дивизии удостоились этой высокой награды. К сожалению, восстановить весь список награждённых пока не удалось.
| №  | Фото | Фамилия Имя Отчество годы жизни                          | Должность, подразделение                                                                       | Звание  | Даты Указов                    | Обстоятельства подвигов |
| -- | ---- | -------------------------------------------------------- | ---------------------------------------------------------------------------------------------- | ------- | ------------------------------ | --- |
| 1  |      | Астрахов Фёдор Михайлович (10.8.1919 — 9.11.1985)        | командир стрелкового отделения 120-го гвардейского стрелкового полка                           | гвардии | 07.8.1944 17.2.1945 31.5.1945  | - 20.7.1944 года гранатами подорвал несколько вражеских солдат, засевших в одном из домов в населённом пункте Свеже (Польша). Захватив этот дом, огнём из автомата поддерживал продвижение наших подразделений. - 29.01.1945 года в бою за г. Познань (Польша) заменил выбывшего из строя командира взвода, лично уничтожил свыше 10 солдат и 3 взял в плен. - 19.4.1945 года на подступах к Берлину (Германия), в 23 км северо-восточнее г. Фюрстенвальде, бойцы отделения под его командованием ликвидировали 15 гитлеровцев и 12 взяли в плен. |
| 2  |      | Беспалько Иван Игнатьевич (15.4.1924 — 03.4.1993)        | командир стрелкового отделения 172-го гвардейского стрелкового полка                           | гвардии | 23.2.1945 05.5.1945 15.5.1946  | - 3.02.1945 года близ. г. Франкфурт-на-Одере (Германия) одним из первых достиг берега и автоматным огнём поддерживал наступление стрелков, с 31.01 по 3.02.1945 года уничтожил более 10 гитлеровцев, сжег несколько автомобилей с боеприпасами, подавил две пулемётные точки. - на Кюстринском плацдарме 22—23.02.1945 года близ населённого пункта Альт-Тухебанд (Германия) истребил до 10 солдат и офицеров противника, подорвал противотанковой гранатой штурмовое орудие, подавил пулемётную точку. Был ранен, но поле боя не покинул. - 16.4.1945 года одним из первых ворвался в г. Зелов (Германия). 17.4.1945 года в уличных боях истребил 7 и взял в плен 4 вражеских солдат. Форсируя р. Шпрее, 23.4.1945 года одним из первых в группе захвата переправился через реку в предместье Берлина (Германия), занял рубеж на левом берегу и отбил контратаки неприятеля. |
| 3  |      | Бикетов Михаил Филиппович (29.5.1923 — 7.4.2000)         | стрелок 120-го гвардейского стрелкового полка                                                  | гвардии | 05.8.1944 11.2.1945 15.5.1946  | - 20.7.1944 года при форсировании р. Западный Буг (восточнее г. Хелм, Польша) одним из первых достиг другого берега и вместе с бойцами отбивал атаки противника, нанеся ему существенный урон в живой силе. 24.7.1944 года в уличных боях за г. Люблин (Польша) уничтожил до 10 гитлеровцев и вынес с поля боя раненого командира роты. - в боях на подступах к г. Познань (Польша) 31.01.1945 года скрытно достиг расположения противника и метким огнём из автомата поразил трёх пулемётчиков, находившихся в доте. Затем участвовал в подавлении другого дота. Был ранен, но поле боя не покинул. - в уличных боях за г. Берлин (Германия) 25—30.4.1945 года из гранатомёта подавил огонь четырёх пулемётных точек, сжег штурмовое орудие и дом, превращённый гитлеровцами в опорный пункт, истребил около 20 солдат и офицеров. |
| 4  |      | Васичев Иван Иванович (1922 — 30.10.1957)                | командир отделения взвода пешей разведки 172-го гвардейского стрелкового полка                 | гвардии | 22.7.1944 27.2.1945 15.5.1946  | - в период боев с 20 по 22.7.1944 года в районе сел Гнишев и Рудка (южнее г. Дембица, Польша) при отражении вражеских контратак истребил свыше 10 гитлеровских солдат и офицеров, - в боях с 26.01 по 3.02.1945 года при форсировании р. Одер южнее г. Кюстрин (ныне Костшин-над-Одрой, Польша) уничтожил 15 и захватил в плен несколько гитлеровцев. - во время уличных боев в Берлине (Германия) с 23.4 по 2.5.1945 года сразил свыше 10 вражеских солдат и офицеров, гранатой подорвал пулемётную точку. |
| 5  |      | Воин Пётр Фёдорович (18.1.1924 — 26.5.1987)              | помощник командира взвода 117-го гвардейского стрелкового полка                                | гвардии | 20.5.1944 03.10.1944 24.3.1945 | - 10.5.1944 года при отражении контратак в районе г. Одесса (Украина) с расчётом истребил свыше 10 солдат, подавил 2 огневые точки. - 1.8.1944 года переправился с подчинёнными через р. Висла юго-западнее г. Магнушев (Польша). При расширении плацдарма миномётчики уничтожили до 20 гитлеровцев и несколько огневых точек. - в боях на подступах к г. Познань (Польша) 26.01.1945 года после ранения командира принял на себя командование взводом, который поразил около 30 вражеских солдат и офицеров, подавил 3 дота. Воин Пётр Фёдорович был ранен, но остался в строю. |
| 6  |      | Горбань Николай Алексеевич (06.1.1918 — 1992)            | помощник командира пулемётного взвода 172-го гвардейского стрелкового полка                    | гвардии | 27.7.1944 27.2.1945 15.5.1946  | - 25.7.1944 года в бою за г. Пулавы (ныне Дембно, Польша), обойдя противника с фланга, сразил более 10 гитлеровцев и 2 пленил. - 3.02.1945 года в бою в районе населённого пункта Рейтвейн (ныне г. Костшин-над-Одрой, Польша) заменил выбывшего из строя наводчика и огнём пулемёта отразил контратаку противника, уничтожив более 10 вражеских солдат и офицеров. - 17.4.1945 года огнём пулемёта истребил более 20 гитлеровцев, подавил 4 огневые точки врага. В уличных боях в Берлине, возглавив взвод, захватил один из домов, подавил в нём огневую точку, и уничтожил несколько немецких солдат. |
| 7  |      | Дембаев Бейкутбай (10.5.1916 — 23.12.1989)               | наводчик 76-мм орудия 43-го отдельного гвардейского истребительно-противотанкового дивизиона   | гвардии | 07.8.1944 26.10.1944 15.5.1946 | - 1.8.1944 года при форсировании р. Висла в районе Скурча-Вильчковице (Польша) подавил миномётную батарею и пулемёт. - 5.8.1944 года около населённого пункта Утники (Польша) при отражении контратаки врага подбил танк и уничтожил много солдат противника. - во время уличных боев в Берлине находился в боевых порядках пехоты, прямой наводкой поразил 8 пулемётов врага, много вражеских солдат и офицеров, подавил миномётную батарею, разрушил здание, в котором размещался опорный пункт противника. |
| 8  |      | Дёмин Пантелей Иванович (15.6.1924 — 30.08.1992)         | командир сапёрного отделения 172-го гвардейского стрелкового полка                             | гвардии | 16.2.1944 27.8.1944 15.5.1946  | - в ходе боев 15.12.1943—7.01.1944 года в 17—20 км восточнее деревни Лошкарёвка Днепропетровской области, вместе с товарищами снял свыше 300 вражеских мин, проделал 6 проходов в проволочных заграждениях, установил около 1500 мин перед нашим передним краем. - 1.8.1944 года при форсировании Вислы у села Пшевуз (Польша) высадил на левом берегу группу разведчиков, затем под обстрелом противника совершил на лодке ещё около 30 рейсов, переправляя личный состав полка. - в уличных боях в г. Берлин 16.4.1945 года, со своим отделением проделал 6 проходов в заграждениях противника, обезвредил около 70 мин. 24.4.1945 года подорвал с бойцами 2 дзота, проделал несколько проходов в противотанковых баррикадах. |
| 9  |      | Дудка Михаил Андреевич (02.7.1922 — 23.9.2004)           | командир миномётного расчёта 120-го гвардейского стрелкового полка                             | гвардии | 24.4.1944 15.5.1945 15.5.1946  | - в бою 4.4.1944 года под селом Волково (Одесской области, Украина) подавил с подчинёнными 2 огневые точки противника, облегчив стрелкам продвижение вперед. - 23.02.1945 года под г. Познань (Польша), находясь в боевых порядках пехоты, умело вёл с бойцами прицельный огонь: были подавлены орудие, 2 миномёта, 3 пулемёта и истреблено свыше взвода гитлеровцев. В рукопашной схватке уничтожил вражеского автоматчика. - 23.4.1945 года при форсировании р. Шпрее (Германия) со своим расчётом подавил 3 огневые точки и истребил свыше 10 солдат противника. При отражении контратаки в упор расстрелял из автомата 2 гитлеровцев, а 3 взял в плен. |
| 10 |      | Дячкин Пётр Акимович (22.10.1924 — 31.7.1985)            | автоматчик 172-го гвардейского стрелкового полка                                               | гвардии | 24.4.1944 17.2.1945 15.5.1946  | - в боях за г. Одесса 3—10.4.1944 года вывел из строя около 10 и взял в плен 3 солдат противника. - 31.01.1945 года в бою за населённый пункт Нойендорф (ныне Нова Весь, Польша) уничтожил 7 гитлеровцев. 3.02.1945 года в передовой группе на подручных средствах преодолел р. Одер у населённого пункта Ней-Маншов (Германия), вместе с бойцами атаковал противника, сразил 4 вражеских солдат, а одного пленил. - 23.4.1945 года в числе первых преодолел р. Шпрее (Германия), ворвался в траншею противника, уничтожил 7 гитлеровцев. В уличном бою в Берлине 27.4.1945 года огнём из автомата скосил 4 солдат, гранатами подавил пулемёт, расчистив путь для наступления стрелкам. |
| 11 |      | Емельянов Анатолий Васильевич (26.7.1924 — 31.7.1985)    | командир отделения взвода пешей разведки 172-го гвардейского стрелкового полка                 | гвардии | 28.4.1944 12.6.1944 24.3.1945  | - 17.3.1944 года в ходе разведки у с. Ингулка (Николаевская область, Украина) с отделением уничтожил конвой и освободил 12 мирных жителей, приговорённых к расстрелу. При помощи местных жителей пленил свыше 20 гитлеровцев. 18.3.44 в с. Новокрасовское (Николаевская область) уничтожил 3 гитлеровцев, а 2 взял в плен и доставил в штаб полка. - в период боев на Заднестровском плацдарме в районе с. Войково (Молдова) 10—13.5.1944 года с разведчиками отразил несколько контратак противника, уничтожив до взвода пехоты. - 1.8.1944 года, переправившись в числе первых через р. Висла (Польша), поразил до 10 гитлеровцев и подавил крупнокалиберный пулемёт, чем способствовал успешному форсированию реки подразделениями полка. В ночь на 8.8.1944 года у населённого пункта Ходков (Польша) в составе разведывательной группы захватил «языка» с документами и доставил его в штаб полка. |
| 12 |      | Жульмин Григорий Васильевич (03.3.1923 — 11.4.1969)      | командир отделения взвода пешей разведки 172-го гвардейского стрелкового полка                 | гвардии | 28.3.1944 12.6.1944 24.3.1945  | - 17.3.1944 года у села Ингулка (Николаевская область, Украина), находясь в тылу врага, напал на вражеский конвой, ведший на расстрел 12 жителей села, обезоружил его и взял в плен несколько солдат. 18.3.1944 года у села Новоматвеевка пленил 6 солдат противника, в селе Кандыбино (Николаевская область) в составе группы разведчиков захватил в плен свыше 10 гитлеровцев. - в боях 10—13.5.1944 года у села Войново (Молдавия) при отражении атак противника сразил свыше 10 солдат. В ночь на 12.5.1944 года, ведя разведку переднего края вражеской обороны, подвергся нападению неприятеля. Командуя отделением, отразил атаку. - 1.8.1944 года в составе группы разведчиков форсировал р. Висла (Польша) и под артиллерийским и миномётным огнём доставил командованию разведывательные сведения о противнике. В ночь на 8.8.1944 года переправился через р. Радомка и в траншее захватил вражеского солдата, давшего ценные данные о системе обороны. |
| 13 |      | Ковнацкий Ярослав Игнатьевич (15.5.1919 — 11.9.1992)     | помощник командира взвода 112-го гвардейского стрелкового полка                                | гвардии | 30.10.1944 25.2.1945 30.6.1945 | - в боях под Москвой, за Ленинград и южнее г.Старая Русса (Новгородская область) был трижды ранен, но оставался в строю. - с отделением бойцов 26.01.1945 года на подступах к г. Познань (Польша) в числе первых ворвался в расположение противника, гранатами подавил два вражеских пулемёта, истребил до 10 гитлеровцев. Был ранен, но поле боя не покинул. - в уличных боях в Берлине, при отражении контратак противника совместно с расчётом уничтожил много живой силы и боевой техники врага. |
| 14 |      | Колесников Владимир Дмитриевич (08.6.1924 — 09.10.1989)  | помощник командира взвода автоматчиков 172-го гвардейского стрелкового полка                   | гвардии | 13.5.1944 27.2.1945 31.5.1945  | - в боях на Заднестровском плацдарме 12.5.1944 года вместе с бойцами отделения отбил 12 контратак противника, лично уничтожил свыше 10 солдат. - 3.02.1944 года в бою за населённый пункт Рейтвейн (Германия) одним из первых ворвался в траншею противника, поразил до 10 гитлеровцев, а 5 взял в плен. Отбивая вместе с бойцами контратаки врага, уничтожил до взвода живой силы. - в боях 16—18.4.1945 года в районе Зеловских высот и при взятии г. Зелов (Германия), вывел из строя около 20 фашистских солдат, с помощью фаустпатрона подбил вражеский танк. |
| 15 |      | Марков Василий Владимирович (15.7.1912 — 1976)           | командир расчёта 120-мм миномёта 172-го гвардейского стрелкового полка                         | гвардии | 23.2.1944 21.2.1945 15.5.1945  | - 1.02.1944 года при прорыве обороны противника северо-западнее г. Никополь (Украина) точным огнём накрыл пулемёт, 2 повозки с боеприпасами, до отделения живой силы. - 14.01.1945 года при прорыве обороны противника на р. Висла у населённого пункта Маниохи (Польша) миномётным огнём накрыл 3 машины с пехотой, бронетранспортер, подавил 5 огневых точек, отразил атаку противника, истребив свыше 10 вражеских солдат. - в боях на подступах к Берлину, при отражении атак 16—20.4.1945 года из миномёта уничтожил 3 огневые точки, 3 блиндажа, автомашину, орудие и до 15 солдат и офицеров противника. 23.4.1945 года при форсировании р. Шпрее подавил 3 огневые точки, подбил автомашину с боеприпасами и сразил свыше 10 пехотинцев. |
| 16 |      | Маскин Павел Иванович (12.7.1921 — 12.9.1997)            | исполнявший обязанности командира взвода 172-го гвардейского стрелкового полка                 | гвардии | 27.7.1944 27.2.1945 15.5.1946  | - 17.7.1944 года при форсировании р. Западный Буг заменил выбывшего из строя командирa взвода, первым ворвался в траншею противника. В этом бою взвод истребил до 40 солдат и офицеров, подавил 2 огневые точки и захватил в плен 6 гитлеровцев. 25.7.1944 года в числе первых ворвался в г. Пулавы (Польша), в уличном бою ликвидировал свыше 10 солдат, 3 пулемётные точки гитлеровцев. - 31.01.1945 года удержал населённый пункт Глайссен (Германия) до подхода основных сил. В бою было уничтожено много гитлеровцев, 17 захвачено в плен. 3.02.1945 года Маскин переправился через р. Одер, в траншеях противника истребил несколько гитлеровцев. - 17.4.1945 года северо-восточнее г. Зелов (Германия) при отражении контратаки противника сразил свыше 10 пехотинцев. Преследуя фашистов, ворвался в город, в уличных боях ликвидировал ещё 6 вражеских солдат. |
| 17 |      | Молодых Николай Тихонович (19.12.1924 — 05.11.1997)      | командир отделения 172-го гвардейского стрелкового полка                                       | гвардии | 04.8.1944 05.5.1945 15.5.1946  | - 20.7.1944 года форсировал р. Западный Буг (Польша), ворвался в расположение врага и захватил опорный пункт, чем способствовал переправе подразделения. В схватке истребил 5 вражеских солдат. 25.7.1944 года в бою за г. Пулавы (Польша) первым с бойцами отделения достиг р. Висла и отрезал пути отхода противнику. В бою ими было уничтожено до 20 гитлеровцев и 4 захвачено в плен; из автомата лично поразил 6 солдат. - 22—23.3.1945 года близ населённого пункта Альт-Тухебанд (Германия) первым со своим отделением поднялся в атаку и выбил врага из траншеи, при этом уничтожил около 15 вражеских солдат и 4 взял в плен. Был ранен, но остался в строю и продолжал выполнять боевую задачу. - в бою 23.4.1945 года в районе населённого пункта Шёневейде (Германия) под огнём, командуя отделением, форсировал р. Шпрее, захватил опорный пункт и удерживал его до подхода основных сил. 24.4.1945 года с бойцами преодолел канал Вейг, зашёл в тыл противнику и нанёс неожиданный удар, чем способствовал выполнению боевой задачи. 27.4.1945 года в уличных боях в Берлине отразил 3 вражеские контратаки, поразил 8 вражеских солдат и 3 взял в плен.                             |
| 18 |      | Мухачёв Аркадий Васильевич (14.8.1910 — 21.12.1958)      | Командир взвода снабжения 172-го гвардейского стрелкового полка                                | гвардии | 04.8.1944 05.5.1945 15.5.1946  | - 10—13.5.1944 года в наступательных боях севернее п. Овидиополь (Украина) при отражении многочисленных контратак противника огнём из автомата поразил 26 гитлеровцев. - 1.8.1944 года в районе г. Магнушев (Польша) под огнём противника переправил на левый берег р. Висла штурмовую группу, боеприпасы и продовольствие. - 3.02.1945 года в районе населённого пункта Гёритц (Германия) заменил выбывшего из строя командира стрелкового взвода и личным примером увлек в атаку бойцов. Будучи раненным, поле боя не покинул и из пулемёта уничтожил более 10 солдат. |
| 19 |      | Насыбуллин Хамидулла Натфуллович (24.1.1919 — 02.1.1984) | Помощник командира взвода автоматчиков 172-го гвардейского стрелкового полка                   | гвардии | 23.2.1944 14.8.1944 15.5.1946  | - 1.02.1944 года в бою за с. Натальевка Днепропетровской области (Украина) поднял отделение в атаку и, ворвавшись в село, закрепился в нём. Отражая контратаку противника, отделение подбило вражеский танк, уничтожило большое количество гитлеровцев. - 20.7.1944 года одним из первых форсировал р. Западный Буг (в районе западнее г. Любомль, Волынская область, Украина), огнём из автомата истребил более 10 гитлеровцев. 21.7.1944 года в бою за расширение плацдарма внезапной атакой во фланг отделение выбило противника из населённого пункта Рудка на Магнушевском плацдарме, уничтожив более 10 вражеских солдат и офицеров. - 16.4.1945 года в боях за г. Зелов и Зеловские высоты заменил выбывшего из строя командирa взвода, поднял бойцов в атаку, овладел одной из высот и удерживал её до подхода основных сил полка. 23.4.1945 года со взводом под прикрытием дымовой завесы в числе первых форсировал р. Шпрее, закрепился и удерживал позиции до подхода главных сил. 27.4.1945 года при отражении вражеских контратак в уличных боях в Берлине вышел со взводом во фланг противнику, отрезал группу гитлеровцев и истребил свыше 10 автоматчиков.                         |
| 20 |      | Овчинников Иван Александрович (1921 — 1945)              | наводчик 82-мм миномёта 172-го гвардейского стрелкового полка                                  | гвардии | 20.5.1944 27.8.1944 31.5.1945  | - 13.5.1944 года в бою на Заднестровском плацдарме у населённого пункта Войново (Молдавия), отразив многочисленные атаки противника, удержал занимаемый рубеж. - 1.8.1944 года в числе первых форсировал р. Висла, открыл огонь по вражеским позициям, проделал проходы в заграждениях для наступления пехоты. 2.8.1944 года при расширении плацдарма в 20 км юго-западнее г. Гарволин (Польша) подавил 2 огневые точки, истребил более 10 солдат. - 26.01.1945 года под огнём противника переправился через р. Варта (Польша) и, поддерживая огнём миномёта пехоту, уничтожил свыше 10 солдат, подавил противотанковую пушку противника. 28.01.1945 года в районе м. Шарциг (Германия) в числе первых ворвался в траншею противника, ликвидировал 2 пулемётные точки, 7 солдат и 4 пленил. 4.02.1945 года при отражении контратак противника огнём из миномёта помог удержать плацдарм у м. Херцерсхоф (8 км юго-западнее г. Кюстрин, ныне г. Костшин-над-Одрой, Польша), истребив при этом более 10 автоматчиков. |
| 21 |      | Олейник Иван Фёдорович (26.12.1909 — 17.5.1993)          | старшина миномётной роты 117-го гвардейского стрелкового полка                                 | гвардии | 14.8.1944 17.2.1945 15.5.1946  | - в начале августа 1944 года в числе первых форсировал р. Висла в районе Пшевуз-Тарновски (Польша). В боях за расширение плацдарма ликвидировал 3 огневых точки и более отделения вражеских солдат. - в январе 1945 года , при прорыве глубоко эшелонированной обороны противника на Магнушевском плацдарме (Польша) уничтожил 3 огневых точки и до взвода вражеской пехоты. В боях за г. Познань обеспечил бесперебойное снабжение подразделения боеприпасами, вёл огонь из миномёта. - с 16.4.1945 года при прорыве обороны противника на левом берегу р. Одер и в боях за Берлин под непрерывным вражеским пулемётно-артиллерийским огнём умело руководил доставкой боеприпасов подразделению, огнём из миномёта нанёс значительный урон противнику. Отразил с бойцами роты наступление группы вражеской пехоты, ликвидировав 7 и захватив в плен 9 солдат. |
| 22 |      | Попов Николай Васильевич (08.6.1924 — 21.1.1998)         | командир 76-мм орудия 43-го отдельного гвардейского истребительного противотанкового дивизиона | гвардии | 07.8.1944 09.1.1945 15.5.1946  | - 1.8.1944 года в бою при форсировании р. Висла (Польша) уничтожил из своего орудия около 10 гитлеровцев, подавил огонь пулемёта, разбил дзот и блиндаж. - при отражении контратаки противника в районе населённого пункта Нова-Воля на левом берегу р. Висла 5.8.1944 года с расчётом подбил танк, вывел из строя 2 самоходных орудия, до 15 солдат и офицеров врага. - в уличных боях в Берлине 30.4.1945 года уничтожил со своими подчинёнными свыше 15 гитлеровцев, подавил 7 пулемётных гнезд, вывел из строя противотанковое орудие. Был ранен, но поле боя не покинул. |
| 23 |      | Прядкин Иван Михайлович (05.10.1924 — 1994)              | командир отделения роты автоматчиков 172-го гвардейского стрелкового полка                     | гвардии | 15.3.1944 17.2.1945 15.5.1946  | - 15.02.1944 года в наступательных боях южнее хутора Красный (Днепропетровская область, Украина) нанёс врагу ощутимый урон в живой силе и боевой технике. Лично уничтожил около 10 пехотинцев, 1 гитлеровца захватил в плен. - 3.02.1945 года в районе населённого пункта Гёритц (Польша) в числе первых форсировал р. Одер. При расширении захваченного плацдарма уничтожил свыше 10 и взял в плен 5 солдат. - 23.4.1945 года форсировал р. Шпрее около населённого пункта Шековайде (Германия) и занял рубеж на её левом берегу. Отражая контратаки неприятеля, поразил 6 и пленил 2 солдат. В боях за г. Берлин 27.4.1945 года противотанковой гранатой подорвал огневую точку вместе с расчётом, из автомата сразил 4 фаустников, пытавшихся напасть на танковую колонну. |
| 24 |      | Репин Иван Иванович (1909 — 06.6.1953)                   | командир пулемётного расчёта 117-го гвардейского стрелкового полка                             | гвардии | 14.8.1944 12.3.1945 15.5.1945  | - 1.8.1944 года в числе первых в полку переправился через р. Висла (Польша). В боях по расширению плацдарма был ранен, но продолжал руководить двумя расчётами станковых пулемётов, огнём которых были подавлены 4 огневые точки и уничтожено до 20 гитлеровцев. - в боях на подступах к г. Познань (Польша) и в самом городе 26.01—3.02.1945 года огнём из станкового пулемёта поразил 2 повозки с боеприпасами и 7 гитлеровцев. Во время отражения контратаки противника выдвинулся со своим пулемётом на открытую позицию и, поддержав роту огнём, помог ей перейти в наступление. - в боях за населённый пункт Долгелин (Германия) пулемётным огнём вывел из строя орудийный расчёт противника. В период уличных боев в Берлине метким огнём отражал контратаки противника, уничтожив при этом более 20 солдат и офицеров, а 9 захватил в плен. Во время форсирования водного канала Тельтов истребил расчёты 2 пулемётных точек. |
| 25 |      | Рубежный Иван Тихонович (20.6.1908 — 02.2.1987)          | телефонист взвода связи 172-го гвардейского стрелкового полка                                  | гвардии | 04.8.1944 27.2.1945 15.5.1946  | - 21.7.1944 года у населённого пункта Рудка (северо-восточнее. г. Хелм, Польша) огнём из автомата сразил 6 гитлеровцев, ворвавшись в траншею, захватил «языка». 25.7.1944 года в бою за г. Пулавы (Польша) уничтожил 4 солдат противника. - 29.01.1945 года обнаружил пулемётную точку у населённого пункта Теодорув (севернее г. Лодзь, Польша), препятствовавшую продвижению подразделения, незаметно подполз к ней и огнём из автомата в упор расстрелял расчёт. В бою 3 солдат взял в плен. 3.02.1945 года одним из первых переправился через р. Одер южнее г. Кюстрин (ныне Костшин-над-Одрой, Польша), автоматной очередью сразил 2 пехотинцев. - 16.4.1945 года во время прорыва обороны противника своевременно обеспечивал связью штабы батальона и полка. При отражении контратаки 17.4.1945 года в районе г. Зелов (Германия) под огнём восстановил прерванную связь, уничтожил 4 солдат. Участвовал в штурме Зеловских высот. |
| 26 |      | Савченко Антон Севастьянович (1912 — 18.4.1945)          | командир 76-мм пушки 172-го гвардейского стрелкового полка                                     | гвардии | 28.3.1944 17.3.1945 15.5.1946  | - в боях за населённый пункт Костромка (Украина) и Широкое 17—29.02.1944 года точным огнём уничтожил со своим расчётом 2 полевых орудия, 9 пулемётных точек, 12 повозок с грузом, 2 автомашины, много вражеских солдат. 1.3.1944 года артиллеристы под командованием Савченко преодолели вброд р. Ингулец севернее г. Николаев (Украина), через минные поля выдвинулись с орудием на прямую наводку и уничтожили свыше отделения гитлеровцев. При отражении контратак противника 14.3.1944 года расчёт метким огнём рассеял свыше взвода пехоты. - в боях при отражении контратак противника на Одерском плацдарме 3—4.02.1945 года в районе населённого пункта Херцегсхоф (Польша) остался у орудия один, метким огнём подавил 6 пулемётных точек и уничтожил свыше 10 пехотинцев. - 16.4.1945 года в боях при прорыве глубоко эшелонированной обороны противника в районе Зеловских высот (Германия) расчёт орудия поразил 2 бронетранспортера и 2 огневые точки. При штурме г. Зелов (Германия) артиллеристы, находясь непосредственно в боевых порядках пехоты, прямой наводкой уничтожили дзот и 3 пулемётных точки. В уличных боях в г. Зелов орудие уничтожило не менее взвода гитлеровцев. |
| 27 |      | Садыков Баирбек Садыкович (20.12.1920 — ????)            | командир орудия батареи 45-мм пушек 112-го гвардейского стрелкового полка                      | гвардии | 08.8.1944 04.4.1945 15.5.1946  | - 23.7.1944 года в уличных боях в г. Люблин (Польша) уничтожил 4 пулемётные точки и около 15 гитлеровцев. Был дважды ранен, но после перевязок снова возвращался в строй. - в боях на подступах к г. Познань (Польша) и в уличных боях 1.02.1945 года подбил пушку, подавил 5 пулемётных точек и уничтожил свыше 10 гитлеровцев, чем способствовал успешному продвижению стрелковых подразделений. - 23.4.1945 года расчёт орудия, вместе со стрелковой ротой преодолел р. Шпрее (Германия) и огнём поддерживал наступление пехоты. При отражении контратаки противника артиллеристы подбили 2 штурмовых орудия, поразили 4 огневые точки и около отделения пехоты. В этом бою Садыков был ранен, но остался в строю. |
| 28 |      | Сергеев Александр Михайлович (15.11.1923 — 05.11.1967)   | командир миномётного расчёта 172-го гвардейского стрелкового полка                             | гвардии | 15.3.1944 12.6.1944 24.3.1945  | - 17.02.1944 года метким огнём истребил до 15 гитлеровцев и подавил пулемёт. 25.02.1944 года при прорыве обороны противника северо-западнее села Пологи (Днепропетровская область) его расчёт уничтожил свыше 10 вражеских солдат и подавил 3 огневые точки. 28.02.1944 года в бою за посёлок Широкое вывел из строя не менее 10 гитлеровцев. - В боях на Заднестровском плацдарме 10—13.5.1944 года уничтожил 3 бронетранспортёра, 2 пулемётные точки и свыше 10 гитлеровцев, облегчив стрелковым подразделениям удержание плацдарма. - 1.8.1944 года в числе первых преодолел р. Висла (Польша) и с выгодной позиции миномётным огнём поразил свыше 10 гитлеровцев и 3 огневые точки. 2.8.1944 года в боях по расширению плацдарма истребил со своим расчётом до отделения солдат, подбил 2 бронетранспортёра. |
| 29 |      | Симонов Алексей Иосифович (1917 — 29.5.1953)             | командир расчёта 45-мм пушки 172-го гвардейского стрелкового полка                             | гвардии | 20.5.1944 21.2.1945 15.5.1946  | - с расчётом 10—15.5.1944 года в боях на Заднестровском плацдарме (Молдавия) при отражении атак противника подавил 5 огневых точек, истребил свыше взвода живой силы, чем содействовал удержанию занимаемого рубежа. - в боях за населённый пункт Мезеритц (Польша) в январе 1945 года огнём из орудия поразил 6 вражеских огневых точек, 5 автомашин, подавил 2 пушки, уничтожил свыше отделения пехоты. - 10.02.1945 года во время прорыва обороны противника в 9 км юго-западнее г. Кюстрин (Польша) подавил 7 пулемётов. 18—19.4.1945 года в боях за овладение Зеловскими высотами и г. Зелов, выкатив орудие на прямую наводку, подавил 5 огневых точек, подбил бронетранспортер, уничтожил много пехотинцев. |
| 30 |      | Скрыпник Михаил Семёнович (07.10.1926 — 10.4.1995)       | снайпер 120-го гвардейского стрелкового полка                                                  | гвардии | 12.2.1945 28.5.1945 20.7.1945  | - 31.01—1.02.1945 года в боях за г. Познань (Польша) огнём из винтовки уничтожил 6 солдат и офицеров. - 23.4.1945 года форсировал р. Шпрее (Германия), первым ворвался в дом, где засели вражеские автоматчики, подавил 3 огневые точки, сразил свыше 10 солдат противника. - В боях за г. Берлин 20—29.4.1945 года подавил 3 пулемётные точки, уничтожил много гитлеровцев. В результате его умелых действий было захвачено большое количество живой силы и боевой техники противника. |
| 31 |      | Слепых Иван Фёдорович (26.3.1918 — 17.11.2004)           | наводчик 76-мм орудия 43-го отдельного гвардейского истребительного противотанкового дивизиона | гвардии | 05.8.1944 04.4.1945 15.5.1946  | - 23.7.1944 года в бою за г. Люблин (Польша) точным огнём уничтожил 1 пулемёт и свыше 10 гитлеровцев, что не позволило противнику взорвать железнодорожный мост. - в феврале 1945 года в боях за г. Познань (Польша) метким огнём уничтожил 3 пулемёта и до 15 гитлеровцев. - В апреле 1945 года при форсировании канала Тельтов в Берлине (Германия), огнём из орудия уничтожил дзот, чем был обеспечен успех боя. В последующих боях прямой наводкой поразил 2 пулемёта и свыше 15 гитлеровцев, обеспечив продвижение стрелковой роты. |
| 32 |      | Соколов Ананий Петрович (16.12.1911 — 2007)              | разведчик 41-й отдельной гвардейской разведывательной роты                                     | гвардии | 07.2.1945 28.5.1945 24.10.1966 | - 27.01.1945 года одним из первых ворвался в расположение противника на подступах к г. Познань (Польша), уничтожил пулемёт и до 10 солдат противника. - 20.4.1945 года с группой бойцов прорвался через передний край обороны противника юго-восточнее населённого пункта Марксдорф (Германия), нарушила связь и управление вражескими войсками, уничтожила группу автоматчиков, захватила «языка», который сообщил ценные сведения. 20—23.4.1945 года, находясь в тылу противника, группа разгромила 4 гитлеровских гарнизона и нарушила движение на дороге к переднему краю вражеской обороны. - близ Берлинского зоопарка разведчик с группой бойцов обнаружил подземный ход, по которому проник в расположение противника и завязал бой в его тылу; захваченным фаустпатроном уничтожил вражеский пулемёт, мешавший продвижению наших стрелков. |
| 33 |      | Сорокин Фёдор Фёдорович (20.4.1913 — 18.4.1945)          | командир отделения стрелковой роты 172-го гвардейского стрелкового полка                       | гвардии | 25.2.1944 26.9.1944 31.5.1945  | - 31.01.1944 года в бою в районе сел Натальевка и Лошкарёвка (Украина) ворвался в траншею противника, уничтожил 2 гитлеровцев. В последующих боях из захваченного у врага пулемёта истребил до 10 солдат противника, обеспечив продвижение взвода. - 1.8.1944 года при форсировании р. Висла в районе г. Магнушев (Польша) в числе первых со своим стрелковым взводом ворвался в траншеи противника и вытеснил его с занимаемых рубежей, уничтожив 8 гитлеровцев. 2.8.1944 года Сорокин вместе с бойцами взвода ворвался в г. Магнушев и выбил противника с северной окраины города. - 4.02.1945 года в бою на Одерском плацдарме в районе населённого пункта Рейнтвейн (Германия) оказался отрезанным от подразделения. Проявляя бесстрашие, пробился через вражеское кольцо, ворвался в дом, где находилась огневая точка гитлеровцев, уничтожил 5 солдат и захватил исправный пулемёт, из которого открыл огонь по противнику. |
| 34 |      | Страхов Антон Алексеевич (27.10.1914 — 04.1.1985)        | командир взвода связи 172-го гвардейского стрелкового полка                                    | гвардии | 13.5.1944 26.3.1945 31.5.1945  | - 10.5.1944 года форсировал р. Днестр посёлок городского типа Григориополь (Молдавия) и установил связь со стрелковыми подразделениями, чем способствовал успеху в отражении многократных атак противника и удержании плацдарма. - 14.01.1945 года в бою у населённого пункта Гловачув (Польша) обеспечил устойчивую связь. 26.01.1945 года северо-западнее г. Познань (Польша) переправился через р. Варта, под вражеским огнём устранил до 10 порывов на линии. 5.02.1945 года в бою севернее г. Франкфурт-на-Одере удерживал занимаемый рубеж на левом берегу реки, обеспечил бесперебойную связь и сохранность материальной части. - 17.4.1945 года у г. Зелов (Германия) с группой бойцов прорвался через боевые порядки противника и восстановил связь со штабом полка. При штурме города одним из первых проник в траншею врага, сразил более 10 солдат. |
| 35 |      | Сухарев Николай Иванович (18.4.1923 — 01.5.1945)         | старший разведчик дивизиона 87-го гвардейского артиллерийского полка                           | гвардии | 20.1.1945 09.4.1945 15.5.1946  | - 14.01.1945 года в бою на берегу р. Пилица (Польша), выявил вражеское противотанковое орудие, 4 пулемёта, 2 бронетранспортера, которые по его целеуказаниям были уничтожены огнём батареи. - 29.01.1945 года Сухарев в районе г. Познань (Польша) с тремя разведчиками ворвался в каменный дом, превращённый врагом в дот, уничтожил офицера, несколько солдат взял в плен, захватил 3 пулемёта. - в апреле 1945 года в боях за населённый пункт Мариендорф и Темпельхоф (Германия), корректируя огонь артиллерии по наземным вражеским целям, содействовал уничтожению свыше 10 огневых точек, противотанковых орудий, 2 снайперов. При форсировании канала Тельтов вместе с разведчиками истребил несколько гитлеровцев, 6 взял в плен. Лично вынес с поля боя 2 раненых бойцов, оказав им первую медицинскую помощь. |
| 36 |      | Терёхин Сергей Васильевич (22.6.1926 — 1990)             | командир расчёта 76-мм пушки 172-го гвардейского стрелкового полка                             | гвардии | 03.5.1945 20.7.1945 19.8.1955  | - 16—17.4.1945 года при прорыве обороны противника на Одерском плацдарме четко выдавал координаты целей. В районе г. Зелов (Германия) огнём батареи было уничтожено 5 огневых точек противника, большое количество вражеских солдат и офицеров. - 23.4.1945 года при форсировании р. Шпрее у населённого пункта Шёневейде (г. Берлин) выкатил пушку на прямую наводку, подавил 4 огневые точки противника, истребил до 10 солдат. При штурме Берлина вывел из строя 2 огневые точки, сразил свыше 10 гитлеровцев. - 27.4.1945 года в уличных боях в Берлине огнём из орудия, расчищая дорогу штурмовым группам, ликвидировал 10 огневых точек врага. Был тяжело ранен. |
| 37 |      | Хасанов Насим (09.8.1924 — 09.4.1977)                    | разведчик 41-й отдельной гвардейской разведывательной роты                                     | гвардии | 10.4.1945 07.6.1945 04.5.1976  | - 27.01.1945 года проник на окраину деревни Шённернхаузен (г. Познань, Польша) и уничтожил 5 гитлеровцев, забросав гранатами дом, превращённый автоматчиками в опорный пункт. - 20.4.1945 года, при прочесывании парка Темпельхов (Германия) вступил в бой с группой вражеских пехотинцев. Оставшиеся к концу боя в живых гитлеровцы сдались в плен. Лично уничтожил огнём из автомата 2 солдат. - 23.4.1945 года первым переправился через р. Шпрее в районе г. Кёпеник (пригород Берлина) и огнём прикрывал форсирование. В ходе боев на плацдарме уничтожил 2 гитлеровцев и 5 взял в плен. |
| 38 |      | Чеботарёв Павел Петрович (16.7.1923 — 27.4.1945)         | наводчик орудия 172-го гвардейского стрелкового полка                                          | гвардии | 20.5.1944 21.2.1945 31.5.1945  | - на Заднестровском плацдарме в районе села Вайново (Молдавия) 10—13.5.1944 участвовал в отражении контратак противника. За это время расчёт уничтожил 2 танка, 5 пулемётных точек, свыше 15 пехотинцев. - 29—30.01.1945 года в бою на подступах к населённому пункту Мезеритц (ныне г. Мендзыжеч, Польша) прямой наводкой разбил около 10 автомашин с военными грузами, 4 пулемёта, рассеял свыше взвода пехоты противника. - 17.4.1945 года в боях на Зеловских высотах и при штурме г. Зелов (Германия) вывел из строя полевое орудие противника, 5 пулемётных точек, истребил более 10 гитлеровцев. |
| 39 |      | Чертков Иван Александрович (20.9.1924 — 21.5.2009)       | командир расчёта 82-мм миномёта 112-го гвардейского стрелкового полка                          | гвардии | 13.4.1945 15.5.1945 15.5.1946  | - со своим расчётом 22—23.02.1945 года в боях у г. Познань (Польша) сразил свыше 10 гитлеровцев и подавил 5 пулемётных точек. - 20.4.1945 года при прорыве обороны противника на р. Одер близ населённого пункта Эггерсдорф (ныне Костшин-над-Одрой, Польша) расчёт истребил и рассеял около взвода гитлеровцев, подавил 3 пулемёта и зенитную пушку. - 1—2.5.1945 года в сражении на улицах г. Берлин из миномёта уничтожил с расчётом свыше 10 солдат, снайпера и подавил 2 пулемёта. |
| 40 |      | Шеменёв Михаил Иосифович (1908 — 06.8.1947)              | наводчик станкового пулемёта 172-го гвардейского стрелкового полка                             | гвардии | 25.10.1944 27.2.1945 31.5.1945 | - 6.12.1942 года близ станиц Казанская и Мигулинская (Ростовская область) в числе первых преодолел р. Дон, ворвался во вражескую траншею. Был ранен, но поле боя не покинул. - 3.02.1945 года при форсировании р. Одер в 5 км южнее г. Киц (Германия), заменив выбывшего из строя наводчика, подавил огневую точку и сразил до 15 гитлеровцев. - 16.4.1945 года в бою у Зеловских высот успешно поддерживал огнём атаку наших бойцов. 17.4.1945 года у г. Зелов сразил более 10 солдат и офицеров противника. |
| 41 |      | Шулайкин Александр Михайлович (01.11.1923 — 15.5.2010)   | командир орудия 172-го гвардейского стрелкового полка                                          | гвардии | 26.4.1944 12.6.1944 18.11.1944 | - 3.4.1944 года в боях за опорный пункт противника у села Александровка (Одесская область, Украина) уничтожил 3 огневых точки, автомашину и свыше 10 пехотинцев. 6.4.1944 года у села Бурдовка (Одесская область) точным огнём из орудия рассеял вражеский обоз. 9.4.1944 года у села Долгинькое вывел из строя свыше взвода живой силы противника. 10.4.1944 года у села. Дальник (Одесская область) подавил миномёты противника на огневой позиции. - 10—13.5.1944 года в боях на Заднестровском плацдарме (Молдавия) в ходе отражения многочисленных контратак противника подбил 2 танка и уничтожил 5 огневых точек. - 1.8.1944 года в числе первых преодолел р. Висла в районе населённого пункта Пшевуз (Польша), поразил вражескую огневуб точку, автомашину и до 10 гитлеровцев. 2.8.1944 года на подступах к населённому пункту Магнушев (Польша), ведя меткий огонь, вывел из строя свыше отделения пехоты противника. |
| 42 |      | Яшутин Алексей Михайлович (1909 — 1974)                  | командир 76-мм орудия 172-го гвардейского стрелкового полка                                    | гвардии | 28.3.1944 12.6.1944 15.5.1946  | - 14.3.1944 года в боях в населённом пункте Зелёный Гай (Николаевская область, Украина) провёл разведку обороны врага, по его данным было подбито штурмовое орудие и рассеяно много пехотинцев. Огнём из личного оружия Яшутин уничтожил 7 солдат противника. 17.3.1944 года в бою за населённый пункт Ново-Данциг огнём из автомата уничтожил 3 пехотинцев и 4 солдат пленил. - 10—13.5.1944 года в боях на Днестровском плацдарме (Молдавия) умело корректировал артиллерийский огонь, что позволило батарее уничтожить 3 танка, 6 штурмовых орудий, 5 бронетранспортеров, поразить много живой силы противника. - 18—19.4.1945 года при штурме Зеловских высот подавил вражеское орудие, истребил более 10 солдат противника. Был ранен, но поле боя не покинул. В уличных боях в Берлине подбил бронетранспортер, подавил 3 огневых точки, уничтожил около 10 гитлеровцев. |

## Состав
- 112-й гвардейский стрелковый полк;: командир (на март 1945 года) - гв. подполковник Чернявский Николай Трифонович[38]
- 117-й гвардейский стрелковый полк;
- 120-й гвардейский стрелковый полк;
- 87-й гвардейский артиллерийский полк;[39]
- 43-й отдельный гвардейский истребительно-противотанковый дивизион[40];
- 51-я отдельная гвардейская зенитная артиллерийская батарея (до 05.02.1943)[41];
- 41-я отдельная гвардейская разведывательная рота;[42]
- 45-й отдельный гвардейский сапёрный батальон;[43]
- 154-й отдельный гвардейский батальон связи (до 5.11.1944 г. — 54-я отдельная гвардейская рота связи);[44]
- 512-й (42-й) отдельный медико-санитарный батальон;
- 41-я отдельная гвардейская рота химической защиты;[45]
- 569-я отдельная автотранспортная рота (до 6 марта 1945 года — 37-я отдельная автотранспортная рота);[46]
- 629-я (44-я) полевая хлебопекарня;
- 631-й (38-й) дивизионный ветеринарный лазарет;
- 2185-я полевая почтовая станция;
- 472-я полевая касса Государственного банка[47]Перечень № 5 Стрелковых, горнострелковых, мотострелковых и моторизованных дивизий, входивших в состав действующей армии в годы Великой Отечественной войны 1941—1945 гг. / А. П. Покровский. — М.: Министерство обороны, 1956. — 218 с.
- В октябре 1942 года, феврале 1943 года в составе дивизии сражалась 67 отдельная штрафная рота[42].В ноябре 1943 года в составе дивизии сражалась 123 отдельная штрафная рота.[42][48]

### Изменения в послевоенное время
- В 1945-м году в состав дивизии входит 935-й отдельный зенитный артиллерийский дивизион. (В 1954 году на его базе был сформирован 2066-й артиллерийский полк, который в 1955-м году преобразован в 915-й зенитный артиллерийский полк (располагался в гарнизоне Ордруф), а в 1972 году, в связи с перевооружением, был преобразован в 915-й зенитный ракетный полк (вч пп 38866) и с данного времени дислоцировался на Херде до 1991 года.
- В 1945 году в составе дивизии была сформирована 396-я артиллерийская бригада в составе 583 миномётного полка , 936 гаубичного артиллерийского полка , 87 гвардейского пушечного артиллерийского полка и 935 отдельного зенитного артиллерийского дивизиона. Была расформирована в 1947—1948 годы.
- В 1947 году в состав дивизии входит 15-й гвардейский танковый Речицкий Краснознамённый ордена Суворова полк (из состава расформированной 1-й гвардейской танковый дивизии).
- Возможно в 1947 году в состав дивизии включён 93-й отдельный мотоциклетный ордена Красной Звезды батальон (из состава расформированной 11 танковой дивизии).41-я отдельная гвардейская разведывательная рота расформирована, а её личный состав обращён на укомплектование батальона.
- В мае 1957 года 45 отдельный гвардейский сапёрный орденов Александра Невского и Красной Звезды батальон реорганизован в 272 отдельный гвардейский инженерно-сапёрный орденов Александра Невского и Красной Звезды батальон.
- В 1957 году 112-й гвардейский стрелковый Люблинский Краснознамённый орденов Суворова и Кутузова полк был реорганизован в 29-й гвардейский мотострелковый Люблинский Краснознамённый орденов Суворова и Кутузова полк (вч пп 38868).
- В1957 году расформирован 93-й отдельный мотоциклетный батальон, а в составе дивизии возможно сформирована отдельная разведывательная рота.
- В 1961 году в состав дивизии прибыл 23 отдельный танковый батальон.
- В 1961-м году в состав дивизии введён 329-й отдельный ракетный дивизион (вч пп 22409, дислокация — Ордруф). В 1987 году он был передан в состав 449-й ракетной бригады (вч пп 93861) 8-й гв. ОА (г. Арнштадт).
- В мае 1965 года в дивизию был передан 11 отдельный разведывательный ордена Красной Звезды[49][50][51] батальон (из состава 79-й гвардейской танковой дивизии)[52].
- Возможно в 1965 году 29 гвардейский мотострелковый полк был передан в состав 20-й гвардейской мотострелковой дивизии 1-й гвардейской танковой армии. Место постоянной дислокации полка — г. Плауэн.
- В мае 1965 года, в состав дивизии входит 172-й гвардейский стрелковый Гнезненский Краснознамённый орденов Суворова и Кутузова полк (из состава 79-й гвардейской танковой дивизии)[53]. Место постоянной дислокации полка — г. Гота
- В 1989 году 15-й гвардейский танковый Речицкий Краснознамённый ордена Суворова полк реорганизован в 585-й гвардейский мотострелковый Речицкий Краснознамённый ордена Суворова полк.
- После 1945 года отсутствует информация о судьбе прославленного 43 отдельного гвардейского истребительно-противотанкового Познанского орденов Александра Невского[54][55] и Красной Звезды[56][57] дивизиона.

В послевоенное время 39 гв. мсд имела в своём составе 6 полков и 9 (8) отдельных батальонов (дивизионов).
- Управление дивизии (штаб) (Ордруф) вч пп 38865, позывной — Торий[58].
- 117-й гвардейский мотострелковый Познанский Краснознамённый орденов Суворова и Богдана Хмельницкого полк (Майнинген) вч пп 35872, позывной — Гиббон. (Часть была сформирована на базе 10-й воздушно-десантной бригады 5-го воздушно-десантного корпуса, эта бригада была сформирована весной 1941 г.).
- 120-й гвардейский мотострелковый Познанский Краснознамённый орденов Кутузова и Александра Невского полк (Ордруф) вч пп 83066, позывной — Ядовитый. (Часть сформирована на базе 201-й воздушно-десантной бригады 5-го воздушно-десантного корпуса. Полк вёл свою историю от созданной в конце 1929 г. под Ленинградом первой советской воздушно-десантной части — авиамотодесантного отряда (развёрнутого в декабре 1932 г. в 3-ю авиабригаду особого назначения, которая с 1938 г. стала именоваться 201-й ВДБР имени С. М. Кирова[59]).
- 172-й гвардейский мотострелковый Гнезненский Краснознамённый орденов Суворова и Кутузова полк (Гота) вч пп 35892, позывной — Хорал. (Передан из состава 79-й гвардейской танковой дивизии в 1965-м году).
- 585-й гвардейский мотострелковый Речицкий Краснознамённый ордена Суворова полк. (Ордруф) вч пп 83086, позывной — Забутовка. (Полк в составе 39-й гв. мсд с 1947 года по 1989 год как 15-й гвардейский танковый полк. Полк был передан дивизии из состава 1-й гвардейской танковой дивизии. (Бывшая 15-я гв. Речицкая[60] танковая бригада 1-го гв. ТК). Как мотострелковый, полк образован в 1989 году).
- 915-й зенитный ракетный полк (Ордруф, Херда) вч пп 38866, позывной — Документальный.
- 87-й гвардейский самоходный артиллерийский Познанский Краснознамённый ордена Кутузова полк (Гота) вч пп 38862, позывной — Доктринёр. (Часть сохранила принадлежность к соединению и нумерацию периода Великой Отечественной войны).
- 23-й отдельный танковый батальон (Майнинген) вч пп 63301, позывной — Букса. До конца 1970-х годов дислоцировался в Готе.
- 489-й отдельный противотанковый дивизион (Майнинген) вч пп 06297, позывной — Буланный. Ранее дислоцировался в Готе.
- 11-й отдельный ордена Красной звезды батальон разведки и радиоэлектронной борьбы (Майнинген) вч пп 86881, позывной — Крекинг.
- 154-й отдельный гвардейский орденов Александра Невского и Красной Звезды батальон связи (Ордруф) вч пп 38844, позывной — Матроскин. (Переформирован 5 ноября 1944 года из 54-й отдельной гвардейской роты связи)[61].
- 272-й отдельный гвардейский инженерно-сапёрный орденов Александра Невского[62][63] и Красной Звезды[54][55] батальон (Гота) вч пп 38871, позывной — Нитрозник 10. (До 1981 года дислоцировался в Ордруфе, позывной — Литан).
- 514-й отдельный батальон радиационной, химической и биологической защиты (Ордруф) вч пп 17442, позывной — Зарин. До 1977 г. дислокация — Ордруф, с 1977 г. — Гота. (В середине 1980-х годов переформирован в 228-ю отдельную роту химической защиты).
- 1128-й отдельный батальон материального обеспечения (Ордруф) вч пп 17445, позывной — Махальщик.
- 49-й отдельный ремонтно—восстановительный батальон (Ордруф) вч пп 19620, позывной — Метрил.
- 33-й отдельный медицинский батальон (Ордруф) вч пп 38835, позывной — Намазчик.
- Комендантская рота управления дивизии (Ордруф) вч пп 38865-С, позывной — Флажок.

## Вооружение и военная техника
На вооружении дивизии в 1990 году находилось:
- Управление дивизии: 1 ПРП-3, 3 Р-145БМ, 1 Р-156БТР;
- 117-й гвардейский мотострелковый Познанский Краснознамённый, орденов Суворова и Богдана Хмельницкого полк

31 Т-80, 56 БМП-2, 87 БМП-1, 6 БРМ-1К, 18 2С1 «Гвоздика», 18 2С12 «Сани», 3 ПРП-3/-4, 9 БМП-1КШ, 3 РХМ, 3 ПУ-12, 1 МТ-55А, 7 МТ-ЛБТ;
- 120-й гвардейский мотострелковый Познанский Краснознамённый, орденов Кутузова и Александра Невского полк

31 Т-80, 151 БТР-60, 2 БМП-2, 3 БМП-1, 4 БРМ-1К, 18 2С1, 18 2С12, 3 ПРП-3/-4, 9 Р-145БМ, 3 ПУ-12, 2 МТ-55А, 1 МТ-ЛБТ;
- 172-й гвардейский мотострелковый Гнезненский Краснознамённый, орденов Суворова и Кутузова полк

31 Т-80, 48 БМП-2, 94 БМП-1, 5 БРМ-1К, 18 2С1, 18 2С12 «Сани», 9 БМП-1КШ, 3 ПРП-3/-4, 3 РХМ, 1 Р-145БМ, 2 ПУ-12, 1 МТ-55А, 7 МТ-ЛБТ;
- 585-й гвардейский мотострелковый Речицкий Краснознамённый, ордена Суворова полк

31 Т-80, 146 БТР-60, 5 БМП-2, 4 БРМ-1К, 18 2С1, 18 2С12;
- 87-й гвардейский самоходный артиллерийский Познанский Краснознамённый, ордена Кутузова полк

52 2С3, 18 «Град», 5 ПРП-3, 3 1В18, 1 1В19, 1 Р-145БМ, 1 Р-156БТР, 3 МТ-ЛБТ;
- 915-й зенитный ракетный полк: кроме ЗРК 1 Р-145БМ, 1 Р-156БТР;
- 23-й отдельный танковый батальон: 31 Т-80, 1 БМП-2, 1 БМП-1;
- 489-й отдельный противотанковый артиллерийский дивизион: кроме ПТ-средств 1 ПРП-3, 8 МТ-ЛБТ;
- 11-й отдельный ордена Красной звезды батальон разведки и РЭБ: 15 БМП-1, 7 БРМ-1К, 1 Р-145БМ, 1 Р-156 БТР, 1 БМП-1КШ;
- 1154-й отдельный гвардейский орденов Александра Невского и Красной Звезды батальон связи: 10 Р-145БМ, 1 Р-156БТР, 1 Р-2АМ;
- 272-й отдельный гвардейский инженерно-сапёрный орденов Александра Невского и Красной Звезды батальон: 3 УР-67;
- 49-й отдельный ремонтно-восстановительный батальон: 1 БРЭМ-2;
- Итого: 155 танков Т-80, 340 БМП (127 БМП-2, 187 БМП-1, 26 БРМ-1К), 297 БТР-60, 126 САУ (72 2С1, 52 2С3), 72 миномёта 2С12, 18 РСЗО «Град».[64]

## Командование

### Во время Великой Отечественной войны
Командиры:
- Гурьев, Степан Савельевич (6 августа 1942 — 17 апреля 1943), генерал-майор (3 мая 1942), гвардии генерал-майор;
- Лещинин, Василий Андреевич (18 апреля 1943 — 23 декабря 1943), полковник, с 25 сентября 1943 года гвардии генерал-майор;
- Камынин, Сергей Михайлович (1 января 1944 — 12 февраля 1944), гвардии полковник (погиб в бою у г. Апостолово Днепропетровской области);
- Штриголь, Виктор Михайлович (17 февраля 1944 — 8 августа 1944), гвардии полковник, Герой Советского Союза;
- Марченко, Ефим Тимофеевич (10 августа 1944 — 27 сентября 1945), гвардии полковник.

Заместители командира по строевой части
- Кузин, Андриан Тимофеевич (?? июнь 1943 — 29 ноября 1943), гвардии полковник. В течение ноября 1943 года временно командовал дивизией.
- Шапкин, Иван Сергеевич (?? январь 1944 — ?? апрель 1944), гвардии полковник.

Комиссары (начальники политотдела)
- Дубровский Яков Иванович, гвардии старший батальонный комиссар, подполковник (1942 — май 1943-?);
- Чернышёв Фёдор Филиппович, гвардии полковник(? — май 1943);
- Никольский, Николай Сергеевич, гвардии полковник (май 1943 — февраль 1944);
- Онищук П. Е., гвардии подполковник (февраль 1944—1945);
- Островский Борис Ефимович, гвардии подполковник (1945)

Начальники штаба
- Нетесов, гвардии полковник (пропал без вести 16 августа 1942);
- Ионов Владимир Михайлович, гвардии майор (с 16 августа 1942);
- Зализюк, Пётр Иосифович, гвардии подполковник (с 22 ноября 1942 — август 1943);
- Семёнов Иван Матвеевич, гвардии полковник (1943—1945).

Начальники оперативного отделения
- Ионов Владимир Михайлович, гвардии майор — май 1943 года ;
- Орлов, гвардии майор (с 16 августа 1942)
- Горошко Василий Григорьевич, гвардии майор (август 1945)

Начальники разведки
- Назимов, гвардии майор
- Товмаш Иван Петрович, гвардии майор (ноябрь 1945)

 Командующие артиллерией
- Паринов Пётр Андреевич, гвардии полковник- май 1943 года
- Калашников Дмитрий Дмитриевич, гвардии майор
- Лозовский Фёдор Евстафьевич, гвардии полковник (март 1945 г.)

Начальники связи
- Никонов Николай Александрович, гвардии подполковник- май 1943 года
- Бурдин Василий Степанович, гвардии майор (август 1945)

### Командиры дивизии в послевоенное время
- Станкевский, Дмитрий Иванович (27 сентября 1945 — 26 апреля 1948), гвардии генерал-майор
- Василевский, Леонид Дмитриевич (26 апреля 1948 — октябрь 1951), гвардии генерал-майор
- 1951 — 1952 гг — нет данных
- Харазия, Хасан Лагустанович (14 августа 1952 — 14 июня 1954), гвардии генерал-майор
- Сташек, Николай Иванович (14 июня 1954 — 23 апреля 1958), гвардии полковник, с 18.02.1958 гвардии генерал-майор[66]
- Геращенко, Сергей Николаевич (23 апреля 1958 — 20 июня 1961), гвардии полковник, с 25.05.1959 гвардии генерал-майор
- Синчук, Тимофей Федотович (20 июня 1961 — 2 июня 1966), гвардии полковник, с 22.02.1963 гвардии генерал-майор
- Ломбах, Юрий Владимирович (2 июня 1966—1967), гвардии генерал-майор
- Бельтюков, Виктор Петрович[67] (1967 — 8 сентября 1969), гвардии полковник, с 19.02.1968 гвардии генерал-майор
- Сорокин, Константин Андреевич (8 сентября 1969 — 4 октября 1971), гвардии генерал-майор (скоропостижно скончался в Ордруфе осенью 1971 г.)
- Емельяненко, Олег Ипполитович (6 декабря 1971—1973), гвардии полковник
- Востров, Владимир Андреевич (1973—1975), гвардии генерал-майор
- Сидоров, Анатолий Дмитриевич (1975—1976), гвардии полковник
- Пивоваров, Валентин Николаевич (1976—1981), гвардии генерал-майор (председатель Совета ветеранов 39-й гв. мсд.)
- Рожихин, Юрий Петрович (1981—1984), гвардии полковник
- Лобанов, Александр Иванович (1984—1987), гвардии генерал-майор
- Миненко, Александр Тимофеевич[68] (1987—1991), гвардии генерал-майор (последний командир дивизии).

## Гимн
Автор не известен
Грозным утёсом на Волге
Стал для врага Сталинград.
Дали мы, верные долгу клятву -
Ни шагу назад!
ПРИПЕВ:
Дивизия гвардейская!
Пяти орденоносная!
Твой славный путь и подвиги
Воспел Народ-Герой.
И здесь, вдали от Родины
Полки орденоносные
В любой момент, с любым врагом
Всегда готовы в бой!
Помнят днепровские кручи
Смерть презиравших солдат.
Тех, кто в порыве могучем
В битвах не знали преград.
ПРИПЕВ.
Штурмом Одессу ты брала -
Сбросила в море врага.
И у морского причала
Мирные встали суда.
ПРИПЕВ.
В грозном берлинском сражении,
В вихре огня и свинца,
Дело победы с уменьем
Ты довела до конца.
ПРИПЕВ.
Имя гвардейское гордо
Ты на знамёнах несёшь.
Поступью грозной и твёрдой
К новым победам ведёшь!

## Дивизия в послевоенный период
После Великой Отечественной войны дивизия в составе 8-й гвардейской армии (Первый стратегический эшелон), дислоцированной в Германии, (Группа советских войск в Германии (ГСОВГ, ЗГВ) ( ГДР —  Германия).
После 10 мая 1945 года дивизия, как и вся 8-я гв. А, была выведена из Берлина к югу от города и находилась в районе между городами Цоссен, Лукенвальде, Ютербог, иск. Люббен, Мюнхегофе.
1.6.1945 г. 39 гв. сд в составе 8 гв. А выступает из занимаемого района в юго-западном направлении и к исходу 5.6.1945 г. сосредотачивается в районе — Шильдау, Вальдхайм, Франкенберг, Мариенберг, Пирна, Дрезден, Ельстерверда (Саксония).
Штаб 8 гв. А — г. Мейссен.
1 июля 1945 года из Саксонии (нем. Sachsen), по договорённости с командованием союзных армий, 39 гв. дивизия в составе 8 гв. А переместилась в Тюрингию, в заданный район зоны действия 28 гв. ск — Эйзенберг, Шварц, Шлайц, Роннебург для дальнейшего продвижения к границе советской зоны оккупации и её охраны в первые годы послевоенного периода.
В июле 1945 года, после разграничения зон оккупации Германии, дивизия в составе 28 гв. ск вышла в свой сектор оккупационной зоны и заняла территории, ранее находящиеся в ведении американской армии. Заставы были выставлены на рубеже: Эйха, Швейкерсхаузен, Билльмутхаузен, Адельхаузен, Эмштадт, Мупперг, Хейнерсдорф, Лихтенхайн, Фалькенштейн, Броннерсгрюн, Титшендорф, Бланкенштейн. Главные силы сосредоточены в районах: Эйзенберг, Шварц, Шлайц, Роннебург. Штакор — Песнек.
Точное место дислокации отдельных частей дивизии с 1946 года по 1949 год в настоящее время не установлено. Дивизия неоднократно меняла место дислокации. В разные годы некоторые полки и отдельные батальоны меняли место дислокации и размещались также в городах Арнштадт и Заальфельд. Штаб находился в Рудольштадте.
Весной 1949 года дивизия перемещается в Ордруф и занимает территорию, ранее контролируемую 21-й гвардейской механизированной дивизией, штаб которой находился в Ордруфе с июля 1945 по апрель 1949 года. С 1949 года по 28 октября 1991 года части дивизии дислоцировались в городах Ордруф, Гота и Майнинген на территории земли Тюрингия., на передних рубежах защиты СССР и стран социалистического лагеря.
Дивизия была крупнейшим войсковым соединением Вооружённых Сил СССР. Расстояние от места дислокации частей дивизии до границы с ФРГ составляло около 5 километров. Части дивизии контролировали Фульдский коридор — участок, который считался предполагаемым противником, как один из наиболее вероятных направлений вторжения в Западную Европу Вооружённых сил стран-участниц Варшавского договора. Со стороны ФРГ, напротив позиций дивизии, находились V и VII корпуса США Центральной группы армий НАТО.
Постановлением ЦК КПСС, Президиума Верховного Совета СССР и Совета Министров СССР от 30.10.1967 г., «За заслуги в деле защиты советской Родины и достигнутые высокие результаты в боевой и политической подготовке и в честь 50-летия Великой Октябрьской социалистической революции наградить 39-ю гвардейскую мотострелковую Барвенковскую ордена Ленина дважды Краснознамённую орденов Суворова и Богдана Хмельницкого дивизию Памятным Знаменем ЦК КПСС, Президиума Верховного Совета СССР, Совета Министров СССР и оставить его на вечное хранение как символ воинской доблести».
При модернизации Вооружённых Сил СССР и образовании в конце 1950-х годов мотострелковых войск, 39-я ГСД была переформирована из стрелковой в мотострелковую в 1957 году. Её стрелковые полки стали мотострелковыми, а 87-й гвардейский артиллерийский полк становится самоходно-артиллерийским. В состав дивизии был введён 915-й зенитный артиллерийский полк (впоследствии, после модернизации и перевооружения — зенитно-ракетный (ЗРП). Основные глобальные реформирования (сокращение Советских войск в Германии 1955—1956 гг, реорганизация войск и изменения названий частей в 1960-е годы, сокращение Советских войск в Германии в 1970-е годы) не касались 39-й гв. мсд.
Дивизия сохранила в своём составе, в основном, полки военного периода истории соединения. Основные войсковые части дивизии сохранили принадлежность к соединению и нумерацию периода Великой Отечественной войны.
Численность 39-й гв. мсд в конце 1980-х — начале 1990-х годов составляла около 13000 человек личного состава.
В послевоенный период 39-я гв. мсд была единственной действующей пяти орденоносной дивизией в составе ГСВГ (ЗГВ).

### Вооружение на 1991 год
На начало 1991 года 39-я гв. мсд была вооружена танками Т-80, два из четырёх её мотострелковых полков были полками на БМП и два — на БТР. Всего на 19 ноября 1990 года 39-я гв. мсд располагала:
- 57 танками Т-80 (на 01.08.1987); 155 танками Т-80 (на 19.11.1990);
- 340 БМП (127 БМП-2, 187 БМП-1, 26 БРМ-1К)
- 297 БТР (БТР-60);
- 126 САУ (72 2С1 «Гвоздика», 52 2СЗ «Акация»);
- 72 миномётами 2С12 «Сани» (120-мм);
- 18 РСЗОБМ-21 «Град».
- ЗРК — 2К12 точных данных о количестве нет.

| - Управление 39-й гв. мсд: - 1 ПРП-3, - 3 Р-145 БМ, - 1 Р-156 БТР. - 117-й гв. мсп: - 31 Т-80; - 149 БМП (56 БМП-2, 87 БМП-1, 6 БРМ-1К); - 18 — 2С1 «Гвоздика», - 18 — 2С12 «Сани»; - 9 БМП-1КШ, - 3 ПРП-3,4; - 3 РХМ; - 3 ПУ-12; - 1 МТ-55А; - 7 МТ-ЛБТ. - 120-й гв. мсп: - 31 Т-80; - 151 БТР-60, - 9 БМП (2 БМП-2, 3 БМП-1, 4 БРМ-1К), - 18 2С1 «Гвоздика», - 18 2С12 «Сани»; - 3 ПРП-3,4; - 9 Р-145 БМ, - 3 ПУ-12; - 2 МТ-55А; - 1 МТ-ЛБТ. - 172-й гв. мсп: - 31 Т-80; - 147 БМП (48 БМП-2, 94 БМП-1, 5 БРМ-1К); - 18 −2 С1 «Гвоздика», - 18 — 2С12 «Сани»; - 9 БМП-1КШ, - 3 ПРП-3,4; - 3 РХМ; - 1 Р-145 БМ, - 2 ПУ-12; - 1 МТ-55А; - 7 МТ-ЛБТ. - 585-й гв. мсп: - 31 Т-80; - 146 БТР-69, - 9 БМП (5 БМП-2,4 БРМ-1К); - 18 — 2С1 «Гвоздика», - 18 — 2С12 «Сани»; - 3 ПРП-3,4; - 9 Р-145 БМ, - 2 ПУ-12; - 2 МТ-55А; - 1 МТ-ЛБТ. | - 87-й гв. сап: - 52-2СЗ «Акация», - 18 БМ-21 «Град»; - 5 ПРП-3,4; - 3 −1В18, - 1 — 1В19; - 1 Р-145 БМ, - 1 Р-156 БТР, - 3 МТ-ЛБТ. - 915-й зрп: - кроме ЗРК (по кол-ву нет данных), - 1 Р-145 БМ, - 1 Р-156 БТР. - На 1972 год: - ЗРК «КУБ-М1»: - батарея управления и радиолакационной разведки (2СОЦ П-40, СРЦ П-15/18, ПРВ-7/9, КБУ 9С416 АСУ К-1, средства связи), - 5 стартовых батарей (в каждой СУРН 1С91; 4 ПУ 2П25; 2 ТЗМ 2Т7; КПЦ 9С417 из состава комплекса АСУ К-1; БРДМ-2), - техническая батарея (подготовка, проверка и транспортировка ракет 3М9). - 23-й отб: - 31 Т-80; - 1 БМП-2, - 1 БМП-1; - 1 БМП-1КШ, - 1 БРЭМ-2, - 1 МТ-55А. - 489-й оптб: - кроме противотанкового вооружения (по кол-ву нет данных), - 1 ПРП-3, - 8 МТ-ЛБТ. - 11-й орб: - 22 БМП (15 БМП-1, 7 БРМ-1К), - 1 Р-145 БМ, - 1 Р-156 БТР, - 1 БМП-1КШ. - 154-й гв. обс: - 10 Р-145 БМ, - 1 Р-156 БТР, - 1 Р-2АМ. - 272-й оисб: - 3 УР-67. - 49-й орвб: - 1 БРЭМ-2. |

### Ордруфский гарнизон дивизии
Кроме перечисленных выше войсковых частей в гарнизоне города Ордруф находились:
- Музей 39-й гв. мсд (в том числе Аллея Славы с бюстами Героев Советского Союза, воевавших в составе дивизии; памятники и захоронение начальника русского лагеря освобождённых советских граждан г. Ордруф капитана Володкина Фёдора Гавриловича, погибшего 18 мая 1945 года[76]). Экспонаты музея бесследно исчезли при выводе войск. Судьба памятников и захоронения не известна.
- Гарнизонный дом офицеров (ГДО). Выполнял функции гарнизонного клуба: организация культуры и досуга для личного состава дивизии и гарнизона, в целом, оказание методической и иной помощи клубам частей. В состав ГДО входил: телевизионная станция, телемастерская, несколько ансамблей, библиотека, кафе, спортивный зал, работали кружки и т. п. В ГДО для солдат и членов семей военнослужащих выступали: ансамбль «Воронежские девчата», Геннадий Хазанов (1986 г), Владимир Винокур(1984 г), ансамбль «Весёлые ребята» 1985 г., Валентина Толкунова 1983 г., ансамбль "Самоцветы часть|Квартирно-эксплуатационная часть (КЭЧ) — распределение жилья, коммунальное обеспечение, ремонт и строительство жилого фонда (вч пп 52734).
- Дома офицерского состава (ДОСы). (Офицеры и прапорщики дивизии также проживали за чертой гарнизона, непосредственно в г. Ордруфе).
- Магазины и база Военторга.
- Редакция и типография дивизионной газеты «Гвардеец».
- 415-я Военная комендатура (вч пп 30272). (Находилась непосредственно в г. Ордруфе).
- Особый отдел ОО КГБ СССР по 39 гв. мсд (вч пп 86157).
- 2185-я станция фельдъегерско-почтовой связи (вч пп 83077).
- Бытовой комбинат (включал в себя прачечную, мастерскую по ремонту одежды и т. п.).
- Несколько гостиниц (в том числе и т. н. «генеральскую», в которой останавливались высшие чины МО СССР, ГСВГ и артисты) и общежитий.
- Детский сад «Звёздочка».
- Средняя школа № 61[77].
- Хлебозавод и свинарник. (Входили в состав 1128-го ОБМО).
- Открытый плавательный бассейн. (С 1950-х по 1970-е годы)
- 390-я гвардейская артиллерийская бригада (армейского подчинения) (вч пп 17439, позывной — Геоцинт).
- Военный полигон (Ордруфский полигон или учебный центр дивизии), вч пп 01642. На полигоне осуществлялась боевая подготовка частей не только 39-й гв. мсд, но и других частей и соединений 8-й гвардейской общевойсковой армии и Группы советских войск в Германии.

На некотором удалении от Ордруфа располагался ЗКП 39-й гв. мсд и ЗКП 8-й гв. А. 915-й зрп также располагался за основной территорией гарнизона, на горе Херда.
После вывода войск в 1991 году, 36 га территории бывшего гарнизона были проданы строительной фирме в 1995 году, которая сначала обещала сохранить пару десятков исторических зданий времен кайзера Вильгельма II. Но потом речь уже шла о шести зданиях — офицерское казино/Offizierskasino, бывш. столовая 120 ГМСП; трансформаторный домик/Trafohäuschen; почта/Postgebäude, бывш. штаб 154 ОБС; театр/Theater, бывш. ГДО; здание охраны/Hauptwache, бывш. политотдел и вилла кайзера/Keiservilla (здание где была школьная библиотека и медпункт). Последние строения были снесены в 2001 году за исключением виллы кайзера.
Кроме того сноса избежали ДОС построенный в 60-е годы, рядом с дивизионным плацем и здание в котором находились мастерские школы. Эти три здания находятся все рядом друг с другом, и ныне используются как жильё.
Часть территории гарнизона, где располагался 15 ГТП, была передана бундесверу. Здесь, на бывшей территории 15 ГТП, избежали сноса 10 зданий. Семь казарм вокруг плаца 15 ГТП, здание Особого отдела, построенного как лазарет, КПП, и здание в котором сегодня находится пожарная часть учебного центра бундесвера (раньше, насколько удалось выяснить, там находился склад НЗ полка).
Кроме того на территории склада боеприпасов, за 15 ГТП, возле ручья Хоппбах, тоже сохранились некоторые строения.
На территории бывшего 15 ГТП сегодня располагается учебный центр бундесвера, с комендатурой в г. Гота в структуре 13-го разведывательного батальона. Постоянной дислокации подразделений бундесвера в бывшем гарнизоне Ордруф нет. Учебный центр сегодня предназначен для обучения подразделений бундесвера дислоцированных в Тюрингии.
По данным архива учреждения по развитию земли Тюрингия, 1994 г., в гарнизоне Ордруф было 410 зданий, не считая зданий на полигоне.
В самом городе Ордруф, в так называемом русском секторе города, 39 гв. мсд имела 152 квартиры. (они восстановлены и используются по назначению).
На территории гарнизона Ордруф в домах старой постройки (возведены во время кайзера Вильгельма II) имелось 250 единиц жилья.
В двадцати панельных 5-этажных ДОСах (некоторые из которых стояли на частной земле граждан, ждавших возврата своей собственности) находились 600 квартир. Из этих 5-этажных ДОСов, только один ДОС, ближайший к дивизионному плацу, со стороны Ордруфа, построенный в конце 80-х перестроили, он стал 3-х этажным жилым домом.
Ордруфский полигон (год основания — 1906-й, площадь — 4735 га), как и прежде, используется по своему прямому назначению, только теперь — бундесвером. Каждый год, в мае, на полигоне проходит День открытых дверей и каждый желающий может посетить то, что ранее было расположением 39-й гв. мсд. В остальное время территория бывшего гарнизона закрыта для доступа.

В октябре 2011 года министр обороны ФРГ Томас де Мезьер огласил план сокращения количества гарнизонов бундесвера. В их число попал и учебный центр в Ордруфе (бывший полигон).
Полигону Ордруф, 4.12.2013, официально присвоен новый статус. Теперь он не является полигоном, а называется местным учебным центром (Standortübungsplatz) с комендатурой в г. Гота в структуре 13-го разведывательного батальона. Этим шагом было предотвращено полное закрытие полигона Ордруф по плану Министерства обороны ФРГ в октябре 2011 года, тогда, в связи с реформой бундесвера, планировалось закрыть 31 полигон на территории ФРГ, в их числе был и полигон Ордруф.

### Вывод и расформирование
После объединения Германии в 1990-м году, с подписанием 12 сентября 1990 г. министрами иностранных дел ФРГ, ГДР, СССР, США, Франции и Великобритании «Договора об окончательном урегулировании в отношении Германии», пребывание советских войск на территории объединённой Германии — ФРГ стало определяться как временное, а планомерный вывод должен быть осуществлён по 1994 год включительно.
39-я гв. мсд была выведена одной из первых с территории Германии на территорию Украины, в город Белая церковь и расформирована в 1991 году при 72-й гвардейской мотострелковой дивизии (в/ч 07224) 1-й гвардейской армии Киевского военного округа. Начальником оперативной группы по выводу был заместитель командира дивизии гвардии полковник Козионов Николай Михайлович. Вывод частей дивизии проходил с июня по октябрь 1991 года. Численность дивизии на момент вывода составляла 13 000 человек.
Последние военнослужащие, вместе с командиром дивизии гвардии генерал-майором Миненко Александром Тимофеевичем и начальником штаба дивизии гвардии полковником Клыковым Виктором Ивановичем покинули территорию Ордруфского гарнизона 28 октября 1991 года.
Все прославленные орденоносные полки и батальоны дивизии, после вывода, были расформированы. Вывод дивизии пришёлся, пожалуй, на самое сложное время в послевоенной истории страны — период ГКЧП и следующего за ним распада Советского союза. Личный состав дивизии был распределен, в основном, в Киевском военном округе.

## В составе Вооружённых Сил Украины
В 1991 году после расформирования дивизии её Боевое знамя и награды были переданы в 5198 базу хранения техники (г. Конотоп). После этого база была переименована в 5001 гвардейскую Барвенковскую ордена Ленина дважды Краснознамённую орденов Суворова и Богдана Хмельницкого базу хранения техники.
В 1997—1998 гг. база была расформирована.
Боевые знамёна с наградами остальных частей были переданы:
- в 93-ю гвардейскую мотострелковую дивизию — 117-го гвардейского мотострелкового полка
- в 128-ю гвардейскую мотострелковую дивизию — 585-го гвардейского мотострелкового полка
- в 254-ю мотострелковую дивизию — 120 гвардейского мотострелкового полка, 172-го гвардейского мотострелкового полка, 87-го гвардейского самоходного артиллерийского полка, 154-го отдельного гвардейского батальона связи и 272-го отдельного гвардейского инженерно-сапёрного батальона.

Все вышеуказанные части были расформированы в течение 2000—2003 годов.
Боевое знамя, ордена и орденские книжки 39-й гв. мсд и боевые знамёна, ордена и орденские книжки расформированных воинских частей, входивших в состав дивизии (полков и отдельных батальонов) находятся в Национальном музее истории Украины во Второй мировой войне (г. Киев, Украина). Боевые знамёна периода Великой Отечественной войны, штурмовые флаги воинских частей, знамёна, вручённые дивизии и её подразделениям за особые заслуги в мирное время хранятся в знамённом фонде Центрального музея Вооружённых Сил Российской Федерации.

## Галерея бывших гарнизонов
- Штаб дивизии с 1955 г. по 1978 г. (замок Мюльберг[нем.])
в г. Ордруфе.
- Расположение 11 гв. орб и 23 отб
в г. Майнингене.
- Советская школа № 61 ГСВГ в 1950-е - 1960-е годы
в г. Ордруфе.
- Расположение 172 гв. мсп и 87 гв. сап
в г. Гота.

- Посмотреть бывший гарнизон дивизии в Ордруфе. Посмотреть бывший гарнизон дивизии в Готе. Посмотреть бывший гарнизон дивизии в Майнингене.

## Память
Дивизия внесена в список соединений и частей РККА, увековеченных на стенах одного из залов в Центрального музея Великой Отечественной войны на Поклонной горе в Москве.

### Улицы
- Улица Десантная в г. Раменское Московской области (мемориальная доска на д. 18). Названа в честь героев десантников 39-й гвардейской дивизии, формировавшейся в г. Раменское[80].
- Улица имени 39-й гвардейской дивизии в г. Волгограде[81]

### Школы и музеи
- Школа № 34 имени 39-й гв. сд и музей в г. Волгограде[82]
- Школа № 66 имени 39-й гв. сд в г. Днепропетровске.[83]
- Школа № 3 имени 39-й гв. сд и музей в г. в Нахабино[84].
- Народный музей 39-й гв. сд в школе № 7 г. Реутов[85].

### Мемориалы
- Мемориальный комплекс 39 гв. сд в станице Трёхостровская Волгоградской области (недоступная ссылка)
- Памятник с именами погибших воинов дивизии на Мамаевом кургане в Волгограде[86].
- Памятник и стела 39 гв. сд в Волгограде на территории завода «Красный Октябрь»[87]
- Мемориальная плита с именами погибших воинов 39 гв. сд на Мемориале Славы «Скорбящая мать» в г. Барвенково Харьковской области[88].
- Дивизия указана на информационном щите возле памятника танкистам 8-й гвардейской армии в Барвенково[89].
- Братская могила и памятник воинам дивизии в пос. Чапли.[90] Днепропетровской области (Украина).
- Мемориальная доска и памятник воинам 39-й гв. сд на территории школы № 66 в г. Днепропетровске.[91]
- Братская могила и памятник воинам 39-й гвардейской и 45-й стрелковой дивизии в Волгограде на проспекте Металлургов[92].
- Мемориальная плита на месте боёв в августе 1944 года на Шерпенском плацдарме (Республика Молдова).
- Памятник возле города Приднепровска на острове Сухачев (Украина)[93].

## Известные люди, служившие в дивизии

### Военнослужащие
- Бельтюков Виктор Петрович (1924—1990) — генерал-майор. Начальник Ленинградского высшего общевойскового командного дважды Краснознамённого училища им. С. М. Кирова (ЛВОКУ), (ЛенВОКУ) с 1969 по 1975 год; заместитель начальника Гражданской обороны Московского военного округа. Командир 39-й гвардейской мотострелковой дивизии с 1967 по 1969 год.
- Воробьёв Геннадий Петрович (1960—2017) — генерал-полковник, командующий Сухопутными войсками ВС Украины (2009—2014), 1-й заместитель начальника Генерального штаба ВС Украины (2014)[94]. В 1986 г. командир 4-й мср (гвардии капитан), с 1987 г. — начальник штаба (гвардии майор) мотострелкового батальона 120-го гвардейского мотострелкового полка..
- Востров, Владимир Андреевич (1973—1976) — генерал-полковник. Командующий Сибирским военным округом с 1984 по 1986 год; Главный военный советник ВС Республики Афганистан с 1986 по 1988 год; Начальник Главного управления ВУЗов Министерства обороны СССР) с 1988 по 1990 год. Командир 39-й гвардейской мотострелковой дивизии (гвардии генерал-майор) с 1973 по 1976 год.
- Затонацкий Юрий Алексеевич (род. 1961) — полковник. Начальник Екатеринбургского суворовского военного училища. С 1982 по 1986 год заместитель командира мотострелковой роты по политической части мотострелкового полка дивизии.
- Кащеева Вера Сергеевна (1922—1975) — Герой Советского Союза, младший лейтенант медицинской службы в отставке, санитарный инструктор стрелкового батальона 120 гвардейского стрелкового полка в 1973 году была награждена медалью имени Флоренс Найтингейл — высшей наградой Международного комитета Красного Креста для сестер милосердия. На оборотной стороне медали надпись на латинском языке: «За истинное милосердие и заботу о людях, вызывающие восхищение всего человечества».
- Клыков Виктор Иванович — генерал-майор, военный комиссар Курской области[95]. (Сейчас в отставке, живёт в Курске). С 1989 по 1991 г. начальник штаба (гвардии полковник) 39-й гвардейской мотострелковой дивизии (последний, кто занимал эту должность). Сейчас директор Курского областного отделения общественной организации Всероссийское общество автомобилистов (2013)[96].
- Ковтунов Александр Васильевич (1933—2009) — генерал-полковник, командующий Северной группой войск (СГВ) 1984—1987, командующий Среднеазиатским военным округом 1987—1989, главнокомандующий войсками Дальнего Востока 1989—1992. Начальник штаба 172-го гвардейского мотострелкового полка с 1966 по 1967 год[97].
- Колесников Владимир Алексеевич (1924—2003) — полковник, Герой Советского Союза, почётный гражданин города Ломоносова Ленинградской области. В 1966—1968 годах командир танкового батальона 117 гв. мсп.
- Котенко Геннадий Емельянович (род. 1948) — генерал-лейтенант, кандидат военных наук, 1-й заместитель начальника Главного штаба Сухопутных войск Вооружённых Сил России (1995—2002), начальник Военной инспекции Минобороны России (2002—2008). Командир 4 мотострелковой роты 117 гвардейского мотострелкового полка, служил в полку с 1971 по 1975 год[98].
- Котиев Ахмед Макшарипович (1960—2013), полковник полиции, секретарь Совета безопасности Республики Ингушетия (2011—2013). Герой Российской Федерации (2013, посмертно). Проходил срочную службу командиром отделения мотоциклетного взвода комендантской роты дивизии с 1978 по 1980 год, младший сержант.
- Лобанов Александр Иванович (1945—2006) — генерал-майор, начальник МВОКУ с 1992 по 1999 год, начальник БВОКУ с 1987 по 1989 год. Командир 39-й гвардейской мотострелковой дивизии с 1984 по 1987 год.
- Миненко Александр Тимофеевич (1948—2010) — генерал-майор, начальник Уссурийского СВУ, с 1992 по 2008 год. Командир 39-й гвардейской мотострелковой дивизии с 1987 по 1991 год[68].
- Миронченко Валерий Николаевич (род. 1950) — генерал-майор, начальник КВТКУ, начальник Казанского гарнизона (1995—2014), с 2014 года — начальник Казанского СВУ. Член Государственного Совета Республики Татарстан. Командир 117-го гвардейского мотострелкового полка (гвардии полковник) с 1988 по 1990 год[99].
- Михалкин Владимир Михайлович (1927—2017) — Маршал артиллерии, командующий ракетными войсками и артиллерией Сухопутных войск СССР с 1983 по 1991 год. С 1962 года заместитель командира, с 1965 года командир (гвардии полковник) 87-го гвардейского самоходного артиллерийского полка[100].
- Носков Александр Сергеевич (род. 1941) — генерал-лейтенант, кандидат военных наук, доцент. Начальник МВОКУ с 1986 по 1992 год. С 1965 по 1970 год — командир взвода (старший лейтенант), командир 1-й мотострелковой роты (гвардии капитан), 1-го мотострелкового батальона (гвардии майор) 120-го гвардейского мотострелкового полка[101].
- Павлович Юрий Григорьевич (род. 1961) — полковник, начальник управления войск РХБЗ Вооружённых сил Республики Беларусь в 2000-е годы[102]. С 1982 по 1985 год — командир взвода химической защиты (гвардии ст. лейтенант) 120-го гвардейского мотострелкового полка, с 1985 по 1987 год — командир 228-й отдельной роты химической защиты (гвардии капитан) 39-й гвардейской мотострелковой дивизии.
- Перминов Юрий Юрьевич (род. 1955) — генерал-майор, командир 201 мотострелковой Гатчинской дважды Краснознамённой дивизии Вооружённых Сил Российской Федерации в Таджикистане с сентября 2001 по август 2004 года. Командир взвода 1 танковой роты танкового батальона 117 гвардейского мотострелкового полка с 1982 по 198? год.
- Ситцев Александр Васильевич (1922—200?) — почётный гражданин города Можайска, почётный гражданин Краснооктябрьского района г. Волгограда, полковник. С 1942 по 1945 год — командир взвода разведки, командир роты, командир стрелкового батальона 117-го гвардейского стрелкового полка 39 гвардейской стрелковой дивизии[103].
- Халиков Амир Касымбекович (род. 1964) — генерал-майор, первый заместитель начальника Генерального штаба Вооружённых Сил Республики Казахстан с 2016 года, заместитель начальника Генерального штаба Вооружённых Сил Республики Казахстан (2015—2016). С 1984 по 1989 год — командир 1 танкового взвода 1 танковой роты танкового батальона 117-го гвардейского мотострелкового полка.
- Шутько Владимир Николаевич — генерал-лейтенант, заместитель начальника объединённого штаба ОДКБ (2004—2010). Командир мотострелкового взвода 4 мотострелковой роты (1977—1979 гг.), командир 4 мотострелковой роты (1979—1982 гг) 117 гвардейского мотострелкового полка.
- Жунусалиев Бактыбек Качкынович — полковник, начальник артиллерии Вооружённых Сил Кыргызской Республики (2001—2007 гг.). Командир птв 3/120 мсп, гв. ст. лейтенант (1988-1991 г.). Выпускник Хмельницкого ВАКУ 1988 г. Сейчас трудиться служащим в Генштабе Вооружённых Сил Кыргызской Республики (на 2024 г.).

### Деятели искусства и литературы
- Демченко Михаил. Член союза писателей России, автор 4-х поэтических сборников. Снялся в роли Терентия в худ. фильме «Песнь южных морей». Начальник штаба Союза казаков Семиречья Киргизии, казачий полковник СКР[104]. Проходил срочную службу (сержант, командир отделения 2-й мср 1-го мсб) 117-го гвардейского мотострелкового полка с 1969 по 1971 г.
- Драт Александр Иванович, старший прапорщик. Писатель, поэт, автор слов многих популярных эстрадных песен, член Союза писателей России. С 1981 по 1986 г. — инструктор по комсомольской работе политотдела дивизии[105].
- Кофман Григорий Михайлович. Писатель-юморист, автор эстрадных монологов Е. Петросяна, Е. Степаненко, К. Новиковой, Я. Арлазорова, В. Ещенко, Н. Лукинского. Подполковник, с 1985 по 1990 год служил в штабе дивизии.
- Лапин Вячеслав Анатольевич[106]. Автор-исполнитель шансона. Служил с 1987 по 1989 год в 33-м ОМСБ[107].
- Фёдоров Михаил Павлович, сержант. Певец и композитор, заслуженный артист Чувашской Республики (2012). Служил с 1984 по 1986 год в 117-м гв. мсп.
- Чотанов Расул Джалакович. Первый чемпион СССР по каратэ, заслуженный тренер России. Служил с 1976 по 1978 год в 514-м отдельном батальоне радиационной, химической и биологической защиты.

## Интересные факты
- В 1981 году офицеры и солдаты дивизии приняли участие в съёмках массовых сцен в фильме «Фронт в тылу врага». Они играли в сценах штурма замка. А в роли замка выступал реальный замок — вилла Miihlberg, в котором до 1978 года размещался штаб 39-й гв. мсд.
- Советский писатель и сценарист Лев Шейнин, посетив дивизию в 1964 году, написал сценарий телефильма «Ошибка генерала Гудериана». Позднее драматург Самуил Алёшин, также посетив дивизию, написал пьесу «Каждому своё», сюжет которой был взят за основу фильма «Жаворонок».[108]
- Заверюха Леонида Антоновна (медсестра больницы № 5 г. Сталинграда) (18 лет) и Ремнёва Анна Андреевна (секретарь цеха № 20 завода № 221 г. Сталинграда) (20 лет) служили медицинскими сестрами в составе рабочего истребительного батальона завода. Неоднократно ходили в тыл противника, собирая данные о «его численности и вооружении, местонахождении огневых точек, укреплений и аэродромов с самолётами противника»[109]. Приказом командира 39-й гвардейской стрелковой дивизии № 03/н от 24.12.1942 года награждены орденами Красной Звезды.
- Лукяновский Алексей Леонидович, гвардии рядовой, воспитанник санитарной роты 120-го гвардейского стрелкового полка, 1928 год рождения (16 лет), призван Клепским РВК Киевской области. Приказом командира полка награждён медалью « За боевые заслуги» (приказ № 31 от 25 мая 1944 года) за то, что он 12 мая 1944 года во время боя доставил перевязочные материалы в батальон и оказывал медицинскую помощь раненым солдатам и офицерам.
- Радченко Борис Васильевич, гвардии ефрейтор, воспитанник 120-го гвардейского стрелкового полка, 1930 год рождения (14 лет). Приказом командира полка награждён медалью «За боевые заслуги» (приказ № 38 от 13 августа 1944 года)за то, что он 25 июля 1944 года в боях за город Люблин взял в плен немецкого солдата.
- Протасов Михаил, воспитанник (сын полка) 112-го гвардейского стрелкового полка. Принимал участие в боях в Сталинграде в районе завода «Красный Октябрь»: подбил 2 танка, был ранен.[110]

## Видео
- Сталинградский дневник. «39-я Гвардейская дивизия» / МВ.Онлайн
- Коллаж о г-л м-ре Гурьеве С. С. во время Сталинградской битвы (недоступная ссылка)
- Сюжет о подвиге 117 ГСП в апреле 1945 г., Исторический цикл «Время Победы», 1 канал.
- Прощание со знаменем 117 гв. мсп 9 мая 1991 г., Часть 1. (недоступная ссылка)
- Прощание со знаменем 117 гв. мсп 9 мая 1991 г., Часть 2. (недоступная ссылка)
- Прощание со знаменем 117 гв. мсп 9 мая 1991 г., Часть 3. (недоступная ссылка)
- Гарнизон дивизии в г. Готе после вывода войск на YouTube
- Гарнизон дивизии в г. Майнингене после вывода войск на YouTube
- Снос казарм дивизии в гарнизоне г. Ордруф на YouTube
- Коллаж о жизни гарнизона г. Ордруф 1967—1969 гг.
- Коллаж «Ордруфский полигон»
- Гарнизон г. Ордруф после вывода дивизии. Ноябрь 1991 г. Часть 1. (недоступная ссылка)
- Гарнизон г. Ордруф после вывода дивизии. Ноябрь 1991 г. Часть 2. (недоступная ссылка)
- Гарнизон г. Ордруф после вывода дивизии. Ноябрь 1991 г. Часть 3. (недоступная ссылка)
- Штурм замка «Mühlburg» с участием солдат дивизии из фильма «Фронт в тылу врага»